# Verfeil (Haute-Garonne)
Pour les articles homonymes, voir Verfeil.
Verfeil (occitan : Vrudfuèlh prononcer "Brufel") est une commune française située dans le nord-est du département de la Haute-Garonne en région Occitanie.
Sur le plan historique et culturel, la commune est dans le Lauragais, l'ancien « Pays de Cocagne », lié à la fois à la culture du pastel et à l’abondance des productions, et de « grenier à blé du Languedoc ». Exposée à un climat océanique altéré, elle est drainée par le Girou, le Dagour, le ruisseau de Laragou, la Balerme, le ruisseau de Conné et par divers autres petits cours d'eau.
Verfeil est une commune rurale qui compte 3 867 habitants en 2022, après avoir connu une forte hausse de la population depuis 1962. Elle est dans l'unité urbaine de Verfeil et fait partie de l'aire d'attraction de Toulouse. Ses habitants sont appelés les Verfeillois ou  Verfeilloises.
Le patrimoine architectural de la commune comprend cinq immeubles protégés au titre des monuments historiques : la citadelle de Verfeil, inscrite en 1952, la porte Vauraise, inscrite en 1961, le moulin de Nagasse, inscrit en 1971, l'église Saint-Blaise, inscrite en 1979, et l'église Saint-Sernin, inscrite en 1979.

## Géographie

### Localisation
La commune de Verfeil se trouve dans le département de la Haute-Garonne, en région Occitanie.
Elle se situe à 19 km à vol d'oiseau de Toulouse, préfecture du département, et à 16 km de Pechbonnieu, bureau centralisateur du canton de Pechbonnieu dont dépend la commune depuis 2015 pour les élections départementales.
La commune est par ailleurs ville-centre du bassin de vie de Verfeil.
Les communes les plus proches sont : 
Saint-Pierre (3,0 km), Bonrepos-Riquet (3,7 km), Teulat (3,9 km), Saint-Marcel-Paulel (4,5 km), Montpitol (5,3 km), Gauré (5,4 km), Lavalette (5,7 km), Garrigues (6,1 km).
Sur le plan historique et culturel, Verfeil fait partie du Frontonnais, un pays entre Garonne et Tarn constitué d'une succession de terrasses caillouteuses qui ont donné naissance à de riches terroirs, réputés pour leurs vins et leurs fruits.
Verfeil est limitrophe de onze autres communes donc quatre dans le département du Tarn.
Les communes limitrophes sont  Belcastel, Bonrepos-Riquet, Bourg-Saint-Bernard, Garrigues, Gauré, Lavaur, Montpitol, Saint-Jean-Lherm, Saint-Marcel-Paulel, Saint-Pierre et Teulat.
| Saint-Jean-Lherm                     | Montpitol           | Garrigues (Tarn)                |
| Bonrepos-Riquet, Saint-Marcel-Paulel | Verfeil             | Lavaur (Tarn), Belcastel (Tarn) |
| Saint-Pierre, Gauré                  | Bourg-Saint-Bernard | Teulat (Tarn)                   |

### Géologie et relief
La superficie de la commune est de 4 123 hectares ; son altitude varie de 146  à   273 mètres.

### Hydrographie

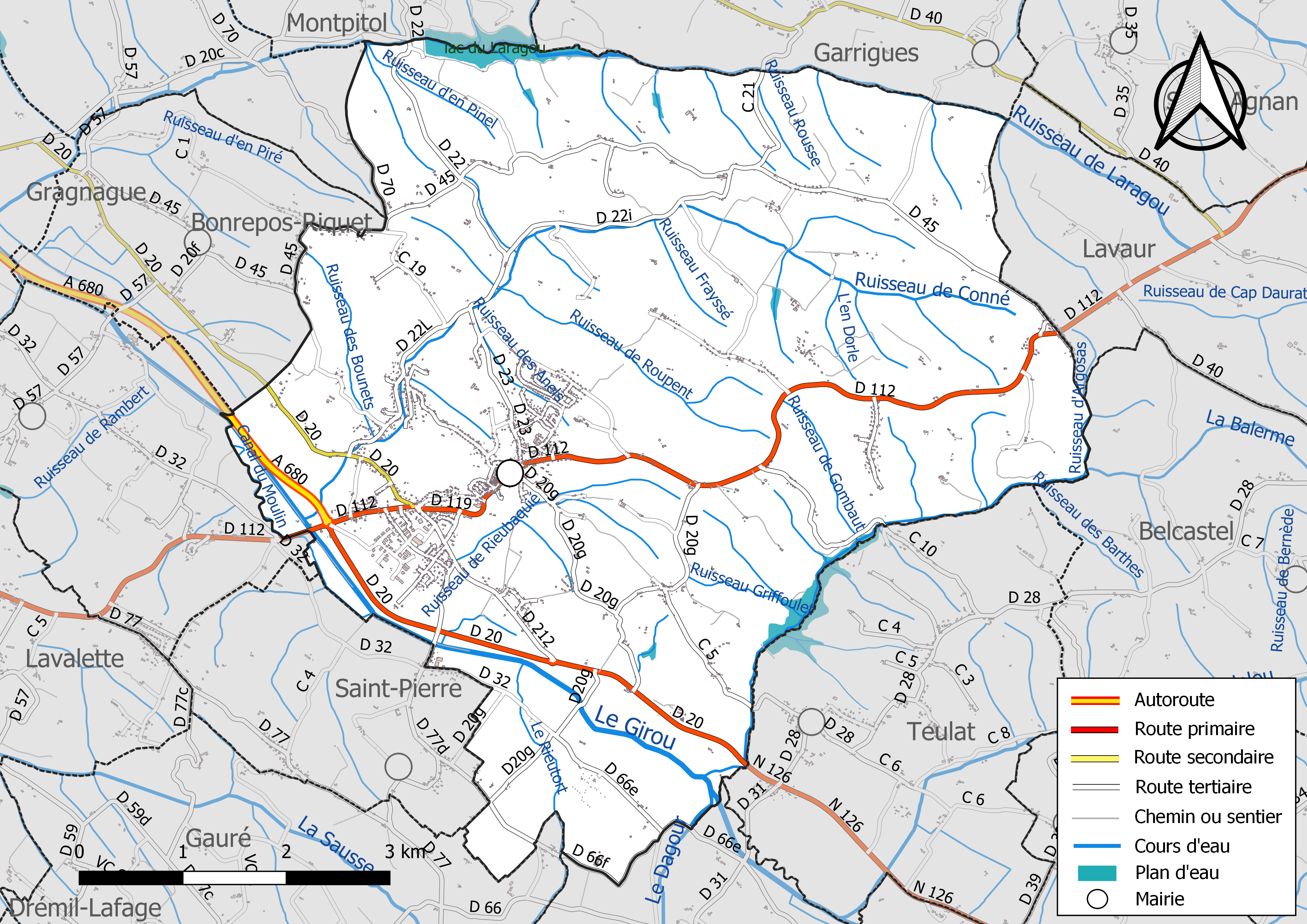
Réseaux hydrographique et routier de Verfeil.

La commune est dans le bassin de la Garonne, au sein du bassin hydrographique Adour-Garonne. Elle est drainée par le Girou, le Dagour, le ruisseau de Laragou, la Balerme, le ruisseau de Conné, Canal du Moulin, l'en Dorle, le Rieutort, le ruisseau d'Argosas, le ruisseau de Barbié, le ruisseau de Buguet, le ruisseau de Castelvert, le ruisseau de Genestière, le ruisseau de Gombaut,, constituant un réseau hydrographique de 71 km de longueur totale,.
Le Girou, d'une longueur totale de 64,5 km, prend sa source dans la commune de Puylaurens (81) et s'écoule du sud-est vers le nord-ouest. Il traverse la commune et se jette dans l'Hers-Mort à Saint-Jory, après avoir traversé 31 communes.
Le Dagour, d'une longueur totale de 10,2 km, prend sa source dans la commune de Caraman et s'écoule du sud-est vers le nord-ouest. Il se jette dans Le Girou sur le territoire communal, après avoir traversé 6 communes.
Le ruisseau de Laragou, d'une longueur totale de 13,4 km, prend sa source dans la commune de Lavaur (81) et s'écoule d'est en ouest et forme le lac du Laragou. Il traverse la commune et se jette dans Le Girou à Gragnague, après avoir traversé 6 communes.

### Climat
Pour des articles plus généraux, voir Climat de l'Occitanie et Climat de la Haute-Garonne.
En 2010, le climat de la commune est de type climat du Bassin du Sud-Ouest, selon une étude s'appuyant sur une série de données couvrant la période 1971-2000. En 2020, Météo-France publie une typologie des climats de la France métropolitaine dans laquelle la commune est exposée à un climat océanique altéré et est dans la région climatique Aquitaine, Gascogne, caractérisée par une pluviométrie abondante au printemps, modérée en automne, un faible ensoleillement au printemps, un été chaud (19,5 °C), des vents faibles, des brouillards fréquents en automne et en hiver et des orages fréquents en été (15 à 20 jours).
Pour la période 1971-2000, la température annuelle moyenne est de 13,4 °C, avec une amplitude thermique annuelle de 15,8 °C. Le cumul annuel moyen de précipitations est de 748 mm, avec 9,4 jours de précipitations en janvier et 5,5 jours en juillet. Pour la période 1991-2020, la température moyenne annuelle observée sur la station météorologique la plus proche, située sur la commune de Ségreville à 20 km à vol d'oiseau, est de 13,4 °C et le cumul annuel moyen de précipitations est de 747,6 mm,. Pour l'avenir, les paramètres climatiques de la commune estimés pour 2050 selon différents scénarios d'émission de gaz à effet de serre sont consultables sur un site dédié publié par Météo-France en novembre 2022.

### Milieux naturels et biodiversité
Aucun espace naturel présentant un intérêt patrimonial n'est recensé sur la commune dans l'inventaire national du patrimoine naturel,,.

## Urbanisme

### Typologie
Au 1er janvier 2024, Verfeil est catégorisée bourg rural, selon la nouvelle grille communale de densité à sept niveaux définie par l'Insee en 2022.
Elle appartient à l'unité urbaine de Verfeil, une unité urbaine monocommunale constituant une ville isolée,. Par ailleurs la commune fait partie de l'aire d'attraction de Toulouse, dont elle est une commune de la couronne,. Cette aire, qui regroupe 527 communes, est catégorisée dans les aires de 700 000 habitants ou plus (hors Paris),.

### Occupation des sols
L'occupation des sols de la commune, telle qu'elle ressort de la base de données européenne d’occupation biophysique des sols Corine Land Cover (CLC), est marquée par l'importance des territoires agricoles (95,1 % en 2018), en diminution par rapport à 1990 (96,8 %). La répartition détaillée en 2018 est la suivante : 
terres arables (83,4 %), zones agricoles hétérogènes (10,1 %), zones urbanisées (3,7 %), cultures permanentes (1,6 %), eaux continentales (1 %), forêts (0,3 %). L'évolution de l’occupation des sols de la commune et de ses infrastructures peut être observée sur les différentes représentations cartographiques du territoire : la carte de Cassini (XVIIIe siècle), la carte d'état-major (1820-1866) et les cartes ou photos aériennes de l'IGN pour la période actuelle (1950 à aujourd'hui).

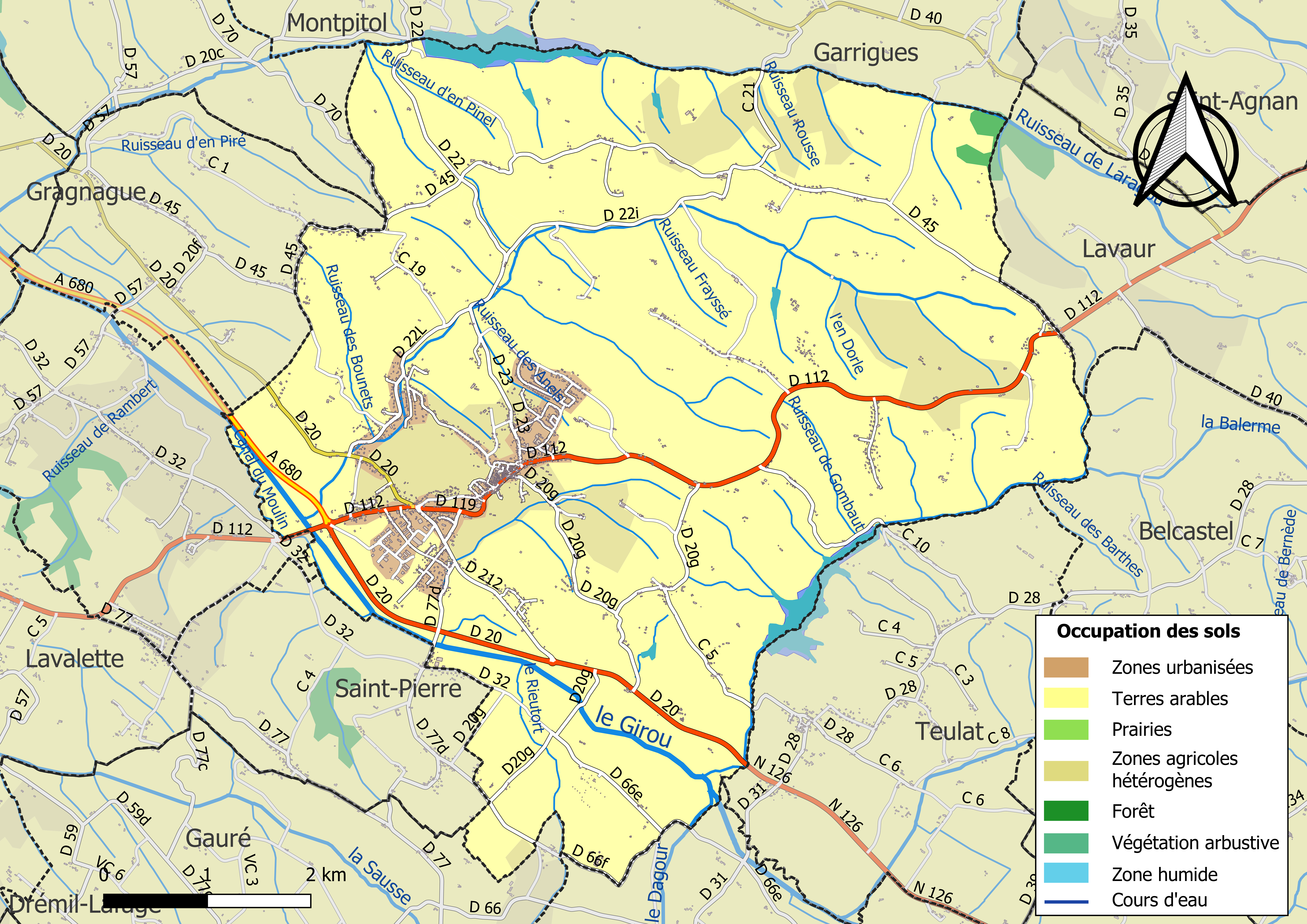
Carte des infrastructures et de l'occupation des sols de la commune en 2018 (CLC).

### Voies de communication et transports

#### Voies de communication
L'autoroute A69 est en cours de construction. Elle devrait passer par Verfeil pour relier la sortie 2 de l'A68 à la Rocade de Castres. Une ZAD s'est établit au Verger à Verfeil pour protester contre le projet autoroutier, elle fut démantelée en octobre 2024, peu après la destruction de la dernière maison qui figure sur le tracé du projet.
Accès par l'autoroute A68 direction Castres et l'ancienne route nationale 112.

#### Transports
La ligne 376 du réseau Arc-en-Ciel relie la commune à la station Balma - Gramont du métro de Toulouse, la ligne 756 du réseau liO relie la commune à Graulhet ou à la gare routière de Toulouse, et la ligne 760 relie la commune à Castres ou à la gare routière de Toulouse également.

### Risques majeurs
Le territoire de la commune de Verfeil est vulnérable à différents aléas naturels : météorologiques (tempête, orage, neige, grand froid, canicule ou sécheresse), inondations et séisme (sismicité très faible). Un site publié par le BRGM permet d'évaluer simplement et rapidement les risques d'un bien localisé soit par son adresse soit par le numéro de sa parcelle.
Certaines parties du territoire communal sont susceptibles d’être affectées par le risque d’inondation par débordement de cours d'eau, notamment le Dagour et le ruisseau de Laragou. La commune a été reconnue en état de catastrophe naturelle au titre des dommages causés par les inondations et coulées de boue survenues en 1982, 1988, 1991, 1992, 1993, 1999, 2000, 2009 et 2018,.

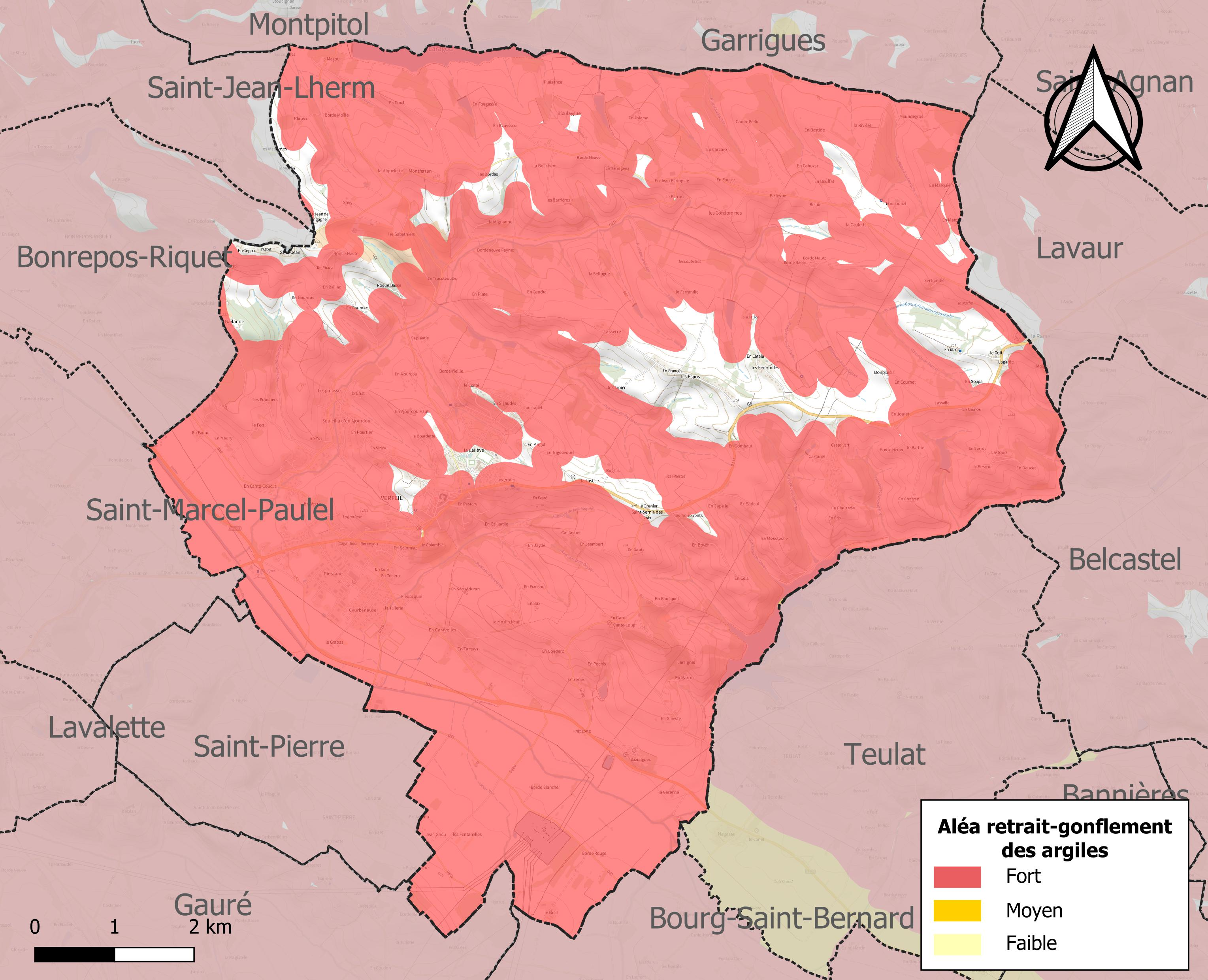
Carte des zones d'aléa retrait-gonflement des sols argileux de Verfeil.

Le retrait-gonflement des sols argileux est susceptible d'engendrer des dommages importants aux bâtiments en cas d’alternance de périodes de sécheresse et de pluie. 90,3 % de la superficie communale est en aléa moyen ou fort (88,8 % au niveau départemental et 48,5 % au niveau national). Sur les 1 298 bâtiments dénombrés sur la commune en 2019, 1 169 sont en aléa moyen ou fort, soit 90 %, à comparer aux 98 % au niveau départemental et 54 % au niveau national. Une cartographie de l'exposition du territoire national au retrait gonflement des sols argileux est disponible sur le site du BRGM,.
Par ailleurs, afin de mieux appréhender le risque d’affaissement de terrain, l'inventaire national des cavités souterraines permet de localiser celles situées sur la commune.
Concernant les mouvements de terrains, la commune a été reconnue en état de catastrophe naturelle au titre des dommages causés par la sécheresse en 1989, 1991, 1996, 1998, 2003, 2011 et 2017 et par des mouvements de terrain en 1999.

## Toponymie
Le nom de la localité est attesté sous la forme Verful en 1137; Verdfeil en 1162; Verfuelh en 1390.
Il s'agit d'une formation toponymique médiévale identique à Verfeil (Tarn-et-Garonne, de Viridifolio 1272) et Verfeuil (Gard, de Viridifolio 1121).
Il procède ultimement du latin viridis « vert » et folium « feuille » ou du bas latin vertifolium « barrière, claies en osier tressé ».

## Histoire

### Antiquité
Il n’est pas possible de dater précisément les origines de Verfeil, mais cinq siècles avant Jésus-Christ, la région de la vallée du Girou était peuplée par des Celtes venus du Nord.
Pendant la domination romaine, de nombreuses habitations (maisons ou villas) furent dressées dans la région, et il ne fait nul doute que la région connaissait une grande activité.

### La forteressemédiévale
Vers le VIIIe siècle, sur la plate-forme où s'élève aujourd'hui le château, une enceinte quadrangulaire fut construite pour abriter des hommes d’armes accompagnés de leur progéniture et de leurs animaux. Quelques chaumines de paysans et d'artisans souhaitant une protection s’installèrent ensuite au pied de cette forteresse, le village grandit lentement et une église de torchis fut érigée : Verfeil était né. Les «chevaliers de Verfeil» étaient en fait des pillards qui rançonnaient les convois se rendant à Toulouse. Un accord n'intervint entre les deux parties qu'en décembre 1203.

### Lesguerres de religion
À partir de l'an 1000, nombreux furent les propagateurs de nouvelles doctrines religieuses dérivées du christianisme ou s'opposant violemment à lui : un des plus célèbres hérétiques, au XIIe siècle, fut le moine Henri, installé à Verfeil vers 1140 et qui y avait fait de nombreux adeptes tant dans le peuple que parmi les seigneurs.
Ce que dit Henri a beaucoup d’écho : il sait flatter les foules et son allure ajoute à son succès car au contraire des riches représentants de l’église, il arrive pieds nus et en loques. Se séparant délibérément de l'église, il rejette sacrements et prières, les cérémonies publiques dans les temples, etc.
Pour lutter contre Henri, le pape Eugène II envoie dans la région le cardinal Albéric et saint Bernard, abbé de Clairvaux, mais ce fut un échec, les seigneurs de la ville refusant d’écouter son prêche. La légende veut qu’en quittant la ville, saint Bernard murmura : « Verfeil....cité de la verte feuille.. que Dieu te dessèche. ». Par la suite, et durant sept années, les sécheresses se succédèrent dans le pays, le premier arbre qui se vêtit à nouveau de feuilles étant un figuier. C'est pourquoi les armes de la ville portent un arbre de cette espèce s'accrochant à un sol aride et dénudé.
Ce terrain fut propice au protestantisme qui s’implanta dans la région au XVIe siècle : c'est ainsi qu'en mai 1562 une troupe de soixante religionnaires Verfeillois alla renforcer les protestants toulousains qui luttaient dans cette ville. Des mesures prudentes prises par les consuls apaisèrent peu à peu les passions et le calme revint finalement dans la cité.

### La Révolution française
Avant la Révolution à proprement parler, on ne déplore aucun trouble important dans la ville : elle va surtout se manifester à Verfeil sur le plan matériel et sur le plan religieux.
L’émigration fut évidemment importante dans cette ville, les notables fuyant la colère populaire, laissant derrière leurs biens, et notamment le château de la ville. Celui-ci fut sauvé de la destruction que projetaient certains candidats acquéreurs grâce à l'intervention d'un bourgeois avisé : Antoine Marie Baptistat qui remporta la vente et refusa la démolition.
Sur le plan religieux, il y a un trouble tel sur les problèmes soulevés par la constitution civile du clergé que, refusant de s'y soumettre, la plupart des prêtres du secteur préférèrent émigrer. À Verfeil-même s'installe alors un « curé constitutionnel » : Mathieu Sulpice Choussat.
La vague antireligieuse n'épargne pas tout à fait Verfeil et l'on envisagea fortement la démolition des églises. Cependant, la destruction se fit avec lenteur et réticence de sorte que l'église de Saint-Sernin-des-Rais ne fut que peu endommagée. Par contre l'église du Ramel et celle de Saint-Jean-de-Mongagne sur la route de Montpitol furent détruites.
Deux événements dramatiques marquèrent la période terrible de la Terreur à Verfeil. Tout d’abord, Dorothée Riquet de Bonrepos, mariée à Jean-Louis Emmanuel Augustin de Cambon, éminent magistrat devenu Premier Président, refusa de donner la moindre indication qui put mettre sur la trace de son mari, alors en fuite. Elle fut aussitôt arrêtée avec sa fille, puis accusée de comploter dans sa prison, condamnée à mort et exécutée le 8 Thermidor. D'autre part, Baudrique d’Escalonne, membre du Parlement de Toulouse était lui aussi recherché, mais sa mort en janvier 1793 le fit échapper aux bourreaux; ceux-ci se vengèrent alors en n’hésitant pas à guillotiner son fils aîné à peine âgé de 22 ans.
Une insurrection royaliste s'étant produite dans la Haute-Garonne et les départements limitrophes, les Verfeillois luttèrent victorieusement contre cette insurrection de Thermidor, an VII (août 1799). En effet, le 5 août, au matin, le commandant de la Garde Nationale de Lanta, bourg qui venait d'être pris par les royalistes, vint demander du secours à Verfeil. On battit alors le rappel et un détachement de soixante hommes partit donc, renforcé en cours de route par des volontaires des communes voisines. Après un violent combat, les royalistes furent vaincus et durent quitter la région.

### La Seconde Guerre mondiale

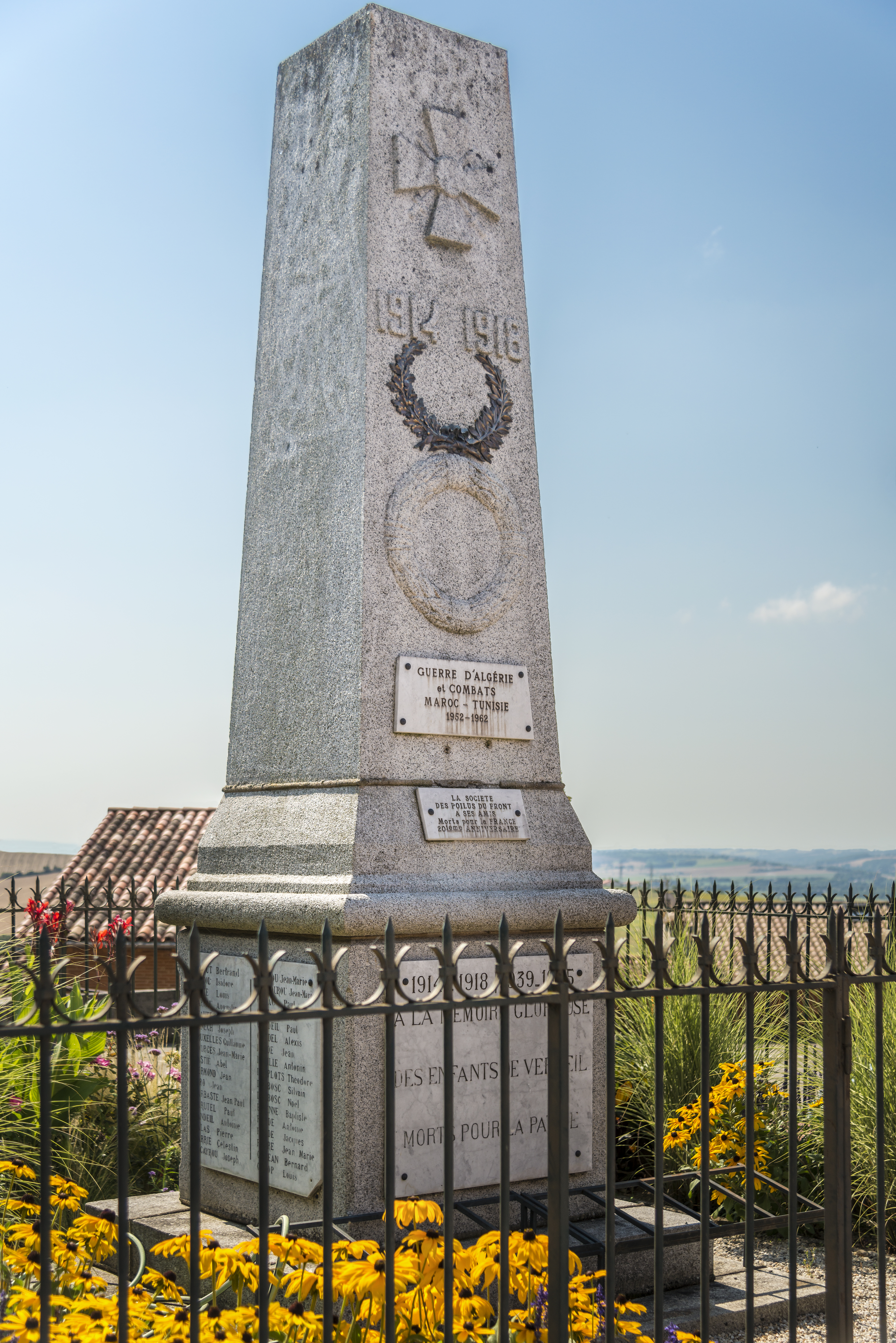
Le monument aux morts

Au XXe siècle, la Seconde Guerre mondiale est l’événement le plus marquant de l’histoire de Verfeil. Privée de nombreux agriculteurs, soldats restés prisonniers en Allemagne, la vie y fut rude pour tous mais grâce au travail des femmes et au fait de vivre dans une région agricole, la dureté du ravitaillement, terrible en d'autres points de France, fut atténuée.
Verfeil connut également le grand problème des réfugiés avec, en 1940, l'arrivée de Belges mélangés aux réfugiés français. Puis, en 1942 l’armée allemande envahit la zone libre et Verfeil accueillit des familles juives ou leurs enfants pour les soustraire aux arrestations de la milice ou de la Gestapo. Dans le même temps, des réseaux de résistants recevaient des parachutages ou réceptionnaient des soldats alliés tentant de rejoindre l’Angleterre via l’Espagne. Ensuite, ce furent les Toulousains qui vinrent en grand nombre se réfugier dans les environs, fuyant le danger des bombardements aériens du printemps 1944.
Le 15 août 1944, la ville fut menacée d’être brûlée par les SS qui soupçonnaient la présence d’une cache d’armes. Ne la trouvant pas, ils quittent la ville, et finiront par quitter la région à partir du 20, fuyant le débarquement allié.

### Héraldique
| Verfeil | Son blasonnement est : D'argent, au figuier de sinople posé sur une terrasse du même. |

## Politique et administration

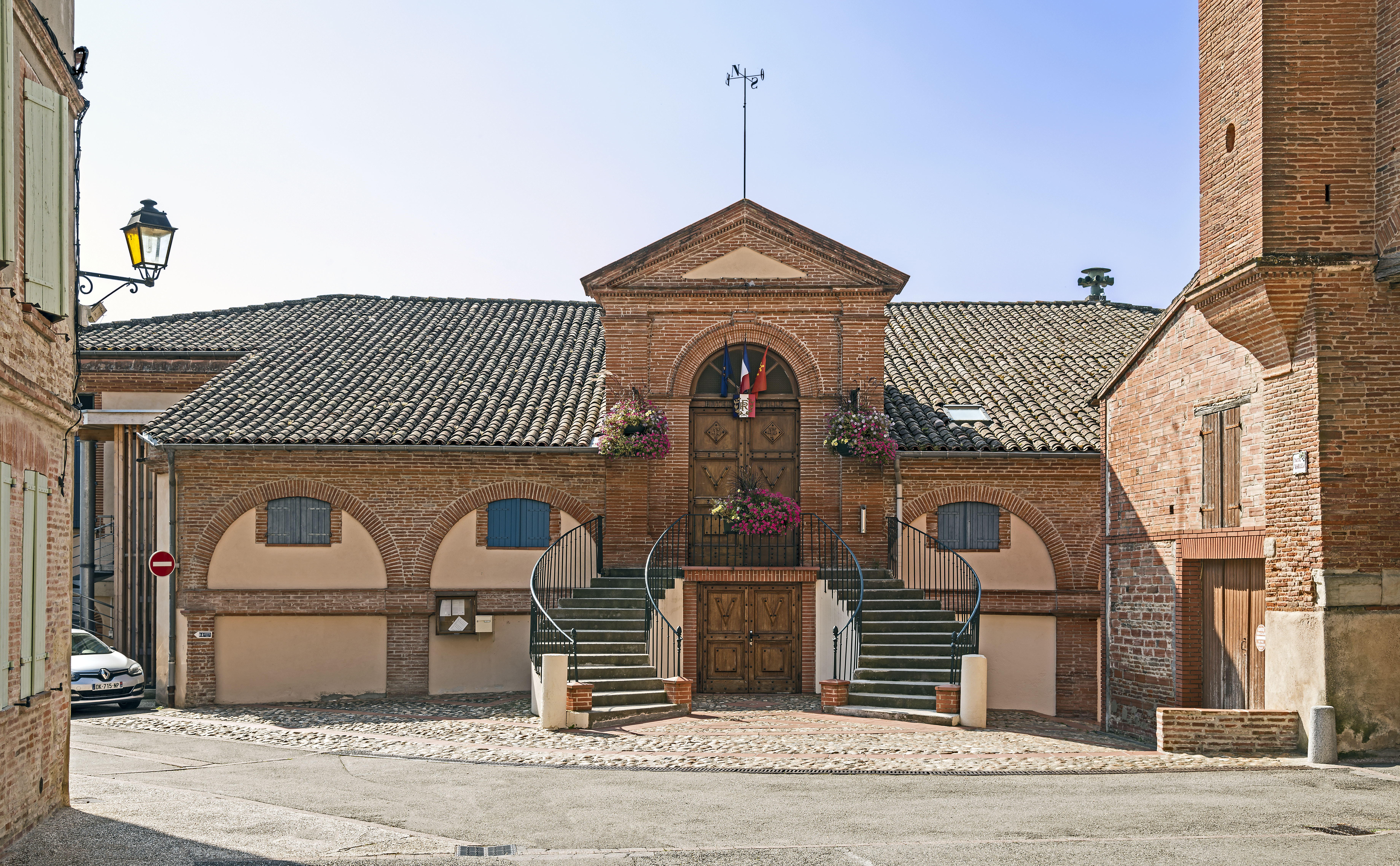
La façade de la mairie

### Administration municipale
Le nombre d'habitants au recensement de 2011 étant compris entre 2 500 habitants et 3 499 habitants, le nombre de membres du conseil municipal pour l'élection de 2014 est de vingt trois,.

### Rattachements administratifs et électoraux
Commune faisant partie de la troisième circonscription de la Haute-Garonne de la communauté de communes des Coteaux du Girou et du canton de Pechbonnieu (avant le redécoupage départemental de 2014, Verfeil était le chef-lieu de l'ex-canton de Verfeil).

### Liste des maires
En août 2016, la démission de 13 élus, soit plus d'un tiers du conseil municipal, provoque des élections anticipées les 5 et 12 février 2017. Le maire sortant Hervé Dutko est éliminé dès le premier tour et au second, la liste « Verfeil dynamique et responsable » de Patrick Plicque bat la liste « Verfeil : nouveau départ » conduite par l'ancien maire Raymond Dematteis avec 51,29 % des suffrages (contre 48,71 %).

## Démographie
| 1793  | 1800  | 1806  | 1821  | 1831  | 1836  | 1841  | 1846  | 1851  |
| ----- | ----- | ----- | ----- | ----- | ----- | ----- | ----- | ----- |
| 2 040 | 2 258 | 2 490 | 2 399 | 2 538 | 2 460 | 2 420 | 2 339 | 2 347 |

| 1856  | 1861  | 1866  | 1872  | 1876  | 1881  | 1886  | 1891  | 1896  |
| ----- | ----- | ----- | ----- | ----- | ----- | ----- | ----- | ----- |
| 2 367 | 2 372 | 2 350 | 2 342 | 2 171 | 2 070 | 2 043 | 1 908 | 1 894 |

| 1901  | 1906  | 1911  | 1921  | 1926  | 1931  | 1936  | 1946  | 1954  |
| ----- | ----- | ----- | ----- | ----- | ----- | ----- | ----- | ----- |
| 1 827 | 1 684 | 1 663 | 1 418 | 1 476 | 1 395 | 1 402 | 1 477 | 1 529 |

| 1962  | 1968  | 1975  | 1982  | 1990  | 1999  | 2006  | 2011  | 2016  |
| ----- | ----- | ----- | ----- | ----- | ----- | ----- | ----- | ----- |
| 1 536 | 1 540 | 1 734 | 2 000 | 2 265 | 2 504 | 2 914 | 3 223 | 3 561 |

| 2021  | 2022  | - | - | - | - | - | - | - |
| ----- | ----- | - | - | - | - | - | - | - |
| 3 797 | 3 867 | - | - | - | - | - | - | - |

| selon la population municipale des années : | 1968 | 1975 | 1982 | 1990 | 1999 | 2006 | 2009 | 2013 |
| Rang de la commune dans le département      | 46   | 52   | 54   | 59   | 64   | 63   | 66   | 64   |
| Nombre de communes du département           | 592  | 582  | 586  | 588  | 588  | 588  | 589  | 589  |

Proche de l'agglomération toulousaine, Verfeil tend à devenir une banlieue résidentielle de Toulouse, comme le montre la forte croissance de sa population depuis trente ans.

## Économie

### Revenus
En 2018  (données Insee publiées en septembre 2021), la commune compte 1 425 ménages fiscaux, regroupant 3 641 personnes. La médiane du revenu disponible par unité de consommation est de 24 880 € (23 140 € dans le département). 58 % des ménages fiscaux sont imposés (55,3 % dans le département).

### Emploi
|                | 2008  | 2013  | 2018  |
| -------------- | ----- | ----- | ----- |
| Commune        | 6 %   | 5,1 % | 6,4 % |
| Département    | 7,7 % | 9,6 % | 9,3 % |
| France entière | 8,3 % | 10 %  | 10 %  |

En 2018, la population âgée de 15 à 64 ans s'élève à 2 298 personnes, parmi lesquelles on compte 77,7 % d'actifs (71,3 % ayant un emploi et 6,4 % de chômeurs) et 22,3 % d'inactifs,. Depuis 2008, le taux de chômage communal (au sens du recensement) des 15-64 ans est inférieur à celui de la France et du département.
La commune fait partie de la couronne de l'aire d'attraction de Toulouse, du fait qu'au moins 15 % des actifs travaillent dans le pôle,. Elle compte 817 emplois en 2018, contre 706 en 2013 et 654 en 2008. Le nombre d'actifs ayant un emploi résidant dans la commune est de 1 658, soit un indicateur de concentration d'emploi de 49,3 % et un taux d'activité parmi les 15 ans ou plus de 62,3 %.
Sur ces 1 658 actifs de 15 ans ou plus ayant un emploi, 336 travaillent dans la commune, soit 20 % des habitants. Pour se rendre au travail, 86,8 % des habitants utilisent un véhicule personnel ou de fonction à quatre roues, 5,7 % les transports en commun, 3,7 % s'y rendent en deux-roues, à vélo ou à pied et 3,8 % n'ont pas besoin de transport (travail au domicile).

### Activités hors agriculture

#### Secteurs d'activités
348 établissements sont implantés  à Verfeil au 31 décembre 2019. Le tableau ci-dessous en détaille le nombre par secteur d'activité et compare les ratios avec ceux du département,.
| Secteur d'activité                                                                                        | Commune | Commune | Département |
| Secteur d'activité                                                                                        | Nombre  | %       | %           |
| --- | ------- | ------- | ----------- |
| Ensemble                                                                                                  | 348     | 100 %   | (100 %)     |
| Industrie manufacturière, industries extractives et autres                                                | 30      | 8,6 %   | (5,7 %)     |
| Construction                                                                                              | 50      | 14,4 %  | (12 %)      |
| Commerce de gros et de détail, transports, hébergement et restauration                                    | 91      | 26,1 %  | (25,9 %)    |
| Information et communication                                                                              | 6       | 1,7 %   | (4,1 %)     |
| Activités financières et d'assurance                                                                      | 13      | 3,7 %   | (3,8 %)     |
| Activités immobilières                                                                                    | 14      | 4 %     | (4,2 %)     |
| Activités spécialisées, scientifiques et techniques et activités de services administratifs et de soutien | 61      | 17,5 %  | (19,8 %)    |
| Administration publique, enseignement, santé humaine et action sociale                                    | 48      | 13,8 %  | (16,6 %)    |
| Autres activités de services                                                                              | 35      | 10,1 %  | (7,9 %)     |

Le secteur du commerce de gros et de détail, des transports, de l'hébergement et de la restauration est prépondérant sur la commune puisqu'il représente 26,1 % du nombre total d'établissements de la commune (91 sur les 348 entreprises implantées  à Verfeil), contre 25,9 % au niveau départemental.

#### Entreprises et commerces
Les cinq entreprises ayant leur siège social sur le territoire communal qui génèrent le plus de chiffre d'affaires en 2020 sont : 
- Perver, supermarchés (9 035 k€)
- Societe Equipements Infra, travaux de terrassement spécialisés ou de grande masse (3 401 k€)
- Soc D'expl ETS Algans, entretien et réparation de véhicules automobiles légers (1 141 k€)
- SARL Du Grand Faubourg, entretien et réparation de véhicules automobiles légers (1 080 k€)
- All For TP, commerce de gros (commerce interentreprises) de machines pour l'extraction, la construction et le génie civil (1 044 k€)

### Agriculture
La commune est dans le Lauragais, une petite région agricole occupant le nord-est du département de la Haute-Garonne, dont les coteaux portent des grandes cultures en sec avec une dominante blé dur et tournesol. En 2020, l'orientation technico-économique de l'agriculture  sur la commune est l'exploitation de grandes cultures (hors céréales et oléoprotéagineuses).
|               | 1988  | 2000  | 2010  | 2020  |
| ------------- | ----- | ----- | ----- | ----- |
| Exploitations | 94    | 58    | 47    | 50    |
| SAU (ha)      | 3 295 | 2 573 | 2 281 | 2 533 |

Le nombre d'exploitations agricoles en activité et ayant leur siège dans la commune est passé de 94 lors du recensement agricole de 1988  à 58 en 2000 puis à 47 en 2010 et enfin à 50 en 2020, soit une baisse de 47 % en 32 ans. Le même mouvement est observé à l'échelle du département qui a perdu pendant cette période 57 % de ses exploitations,. La surface agricole utilisée sur la commune a également diminué, passant de 3 295 ha en 1988 à 2 533 ha en 2020. Parallèlement la surface agricole utilisée moyenne par exploitation a augmenté, passant de 35 à 51 ha.

## Culture locale et patrimoine

### Lieux et monuments
- Église Saint-Barthélemy du Ramel[51].
- Lac de la Balerme
- lac du Laragou

### Le patrimoine

#### Les portes
Autrefois, quatre portes permettaient de passer les remparts entourant la ville, dont 2 étaient fortifiées. Ces deux portes sont encore debout : il s’agit de la porte Tolosane et de la porte Vaureze.
- La porte Vaureze (ou Vauraise) doit son nom au fait qu’elle est orientée vers Lavaur. Flanquée de deux poivrières encadrant un fronton renaissance, elle comportait à l’époque un pont-levis. En 1593, il fut décidé de la rehausser et de construire une salle au-dessus du passage. Elle est classée Monument historique depuis 1961[52].
- La porte toulousaine, tournée vers Toulouse, était à l’origine semblable à la porte Vauraise. L’état actuel résulte des transformations de la cité au début du XIXe siècle. En 1830, l’inscription « Liberté Ordre public » fut placée en haut de la porte, remplaçant les armoiries de la ville commandées en 1593 au sculpteur toulousain Jan Alaman et martelées lors de la Révolution.

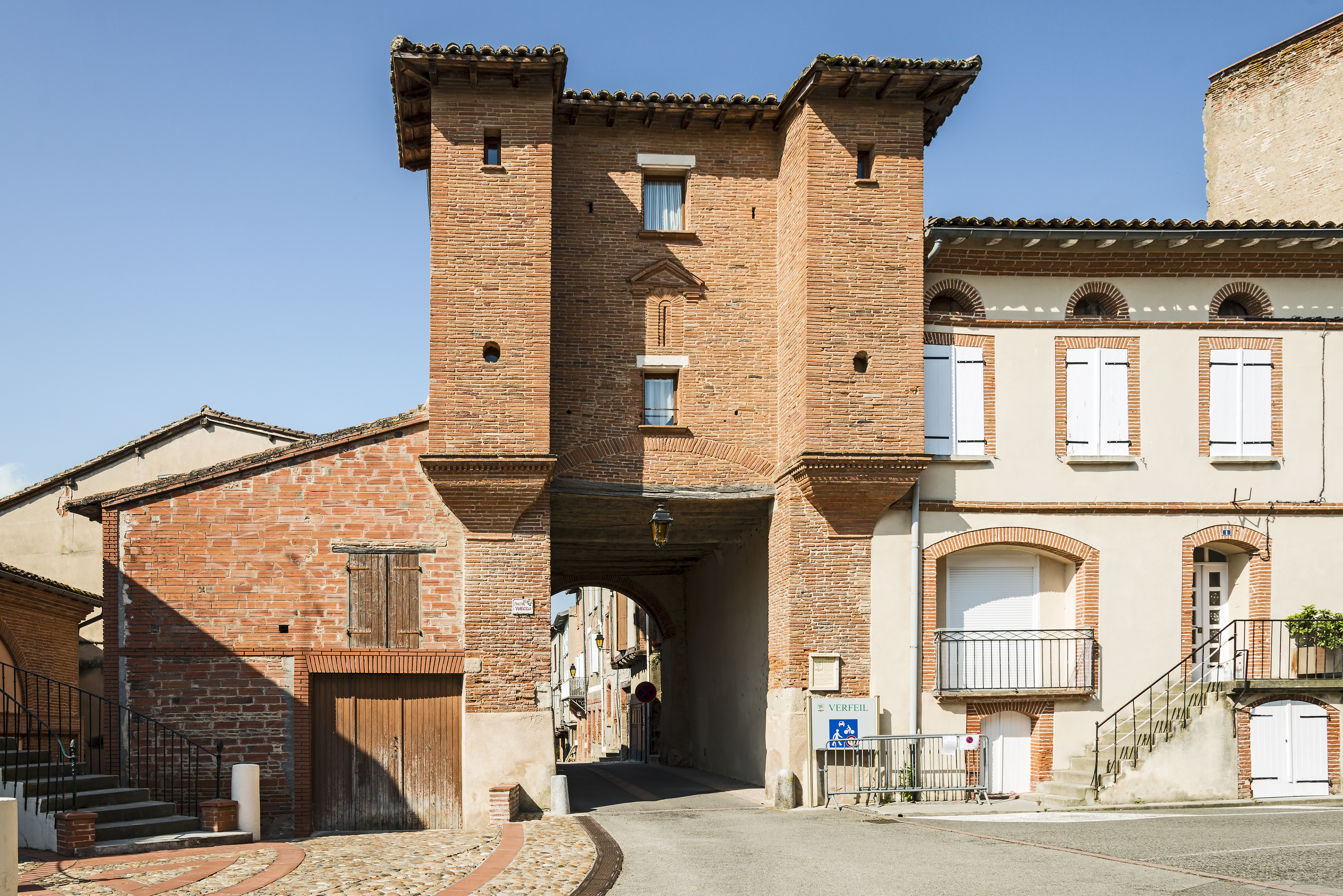
La porte Vaureze
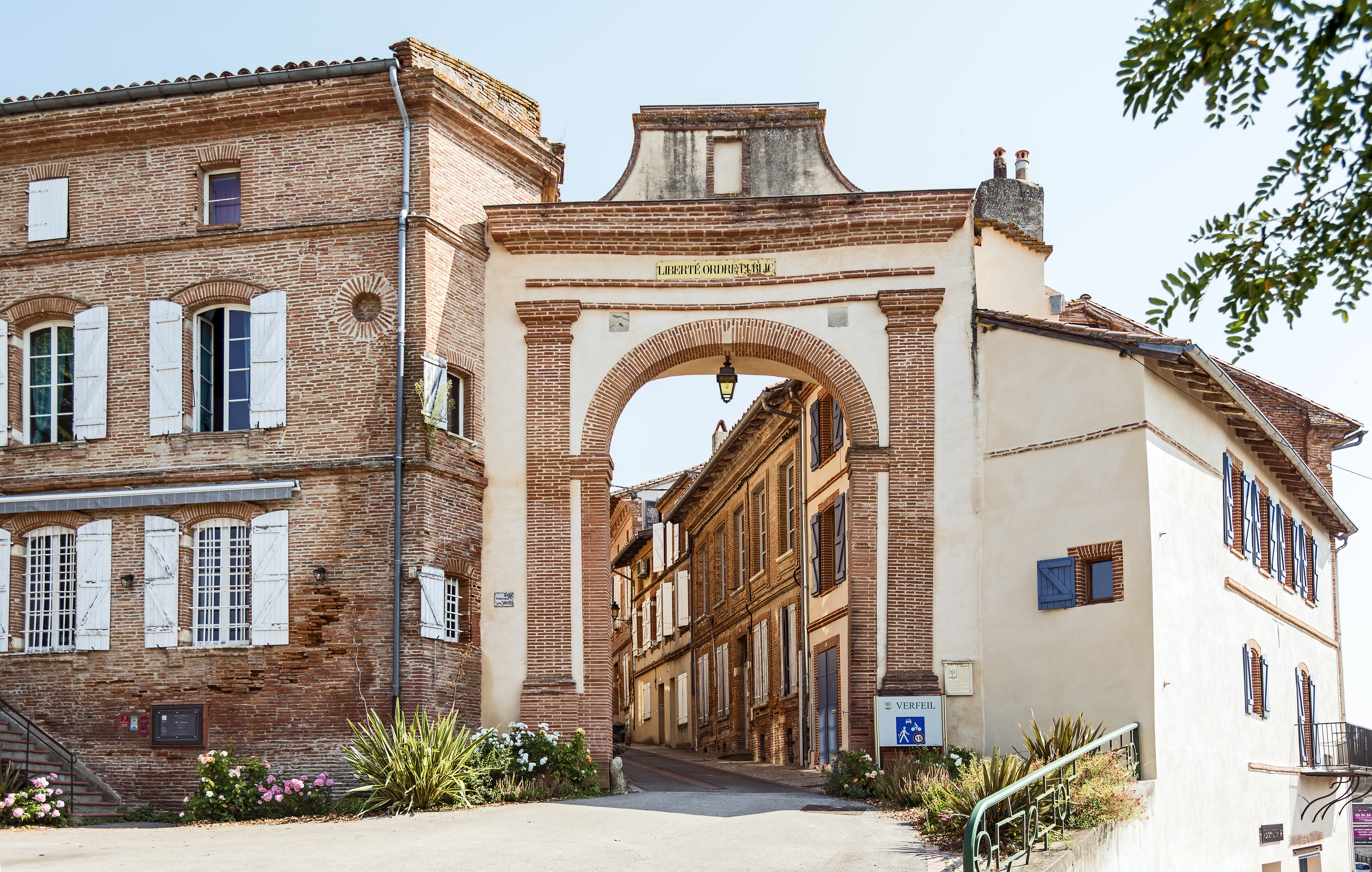
La porte toulousaine

#### Le château ou citadelle

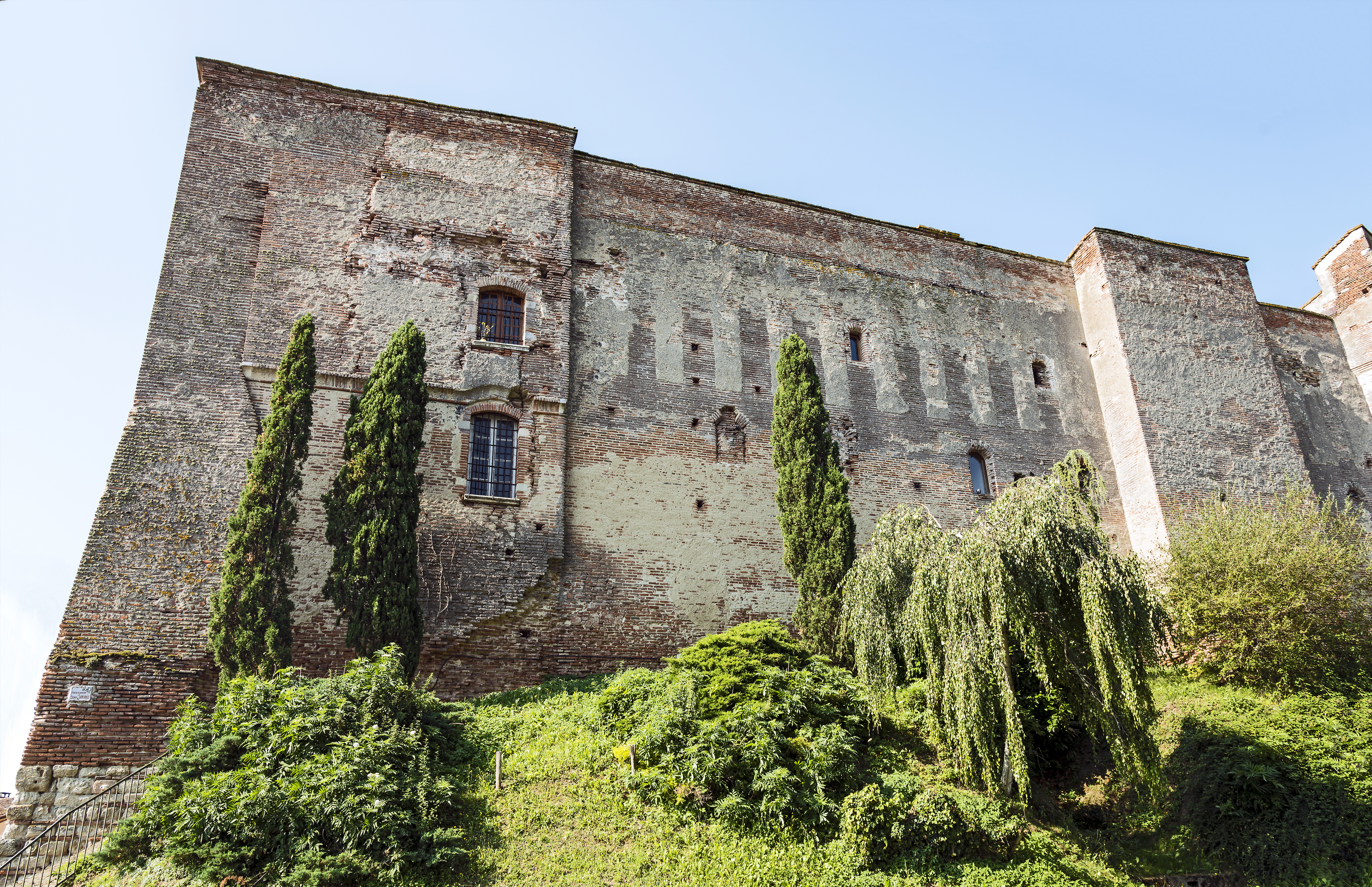
Le château de Verfeil

Le château de Verfeil, qui couvre plus de trois mille mètres carrés fut probablement construit au VIIIe siècle. Sa situation dominante au-dessus du bourg lui permettait d’en assurer la protection. Simon de Montfort le donna à l'évêque de Toulouse en 1214. Remanié par l'archevêque Pierre Dumoulin (1439-1451). Le château devint citadelle  et faillit disparaître totalement : mal entretenu, dégradé et découronné, il devait être démoli entièrement, peu après la Révolution, par des entrepreneurs peu scrupuleux qui projetaient d’en vendre les débris comme matériaux. Antoine Marie Baptistat, citoyen de Verfeil, après avoir obtenu l'appui de quelques autres habitants, fit les démarches nécessaires et acheta le château pour le diviser et le répartir entre ceux qui le soutenaient. Il est inscrit au titre des monuments historiques.

#### L’église Saint-Blaise
L’église Saint-Blaise a été bâtie au début du XVIe siècle : le travail fut commandé le 18 mai 1507 par les consuls. Le clocher, tour octogone à trois étages sur un massif rectangulaire fut construit de 1530 à 1554.
Certains archevêques voulurent ensuite enrichir cette église qui était celle de leur fief principal et on l’unit ainsi au château par un arc de pierre.
Plusieurs peintures de Gabriel Beringuier (peintre toulousain, 1843-1913) ornent le chœur. Sur le mur nord de l'abside les trois premiers pans représentent La Pâque selon l'ancien Testament et sur les trois pans du mur sud c'est la Communion de Marie qui est représentée. Au bas du maître autel on a le Portement de Croix avec à gauche l'Annonciation et à droite la Naissance du Christ.
Sur le maître-autel figurent huit théologiens sur huit panneaux peints à l'huile sur bois, avec de gauche à droite saint Grégoire, saint Hieronymus, saint Franciscus Silesius, saint Dominique, saint Bernard, saint Thomas d'Aquin, saint Augustin et saint Ambroise. Les vitraux du chœur sont du maître verrier Paul Chalon qui travailla au XIXe siècle à la restauration des vitraux de la cathédrale Saint-Étienne de Toulouse. La nef et les voûtes ont été peintes par La famille Ceroni, peintre et décorateur toulousain   itinérants d'origine italienne, spécialisés dans la quadratura, qui travaillèrent dans le Sud-Ouest de la France au XIXe siècle et dans la première moitié du XXe siècle. On leur doit les décors de la Cathédrale Saint-Alain de Lavaur et de l'église Saint-Jérôme de Toulouse.
Le 28 mai 1924, en début d'après-midi et alors que rien ne semblait faire prévoir ce sinistre, le clocher s'effondra sur lui-même écrasant tout le fond de l'église. Il n'y eut heureusement aucune victime.
Il fut alors décidé que l'on le rebâtirait dès que possible : malheureusement faute d'argent on dut se contenter de rebâtir un seul étage au lieu des trois du passé et on ne revit plus l'horloge. Cependant, la cloche du XVe siècle a résisté à la chute.
Cette église est inscrite monument historique depuis 1979. La cloche est classée monument historique à titre objet depuis 1942, ainsi qu'une Vierge de Pitié en bois peint et doré du XVe ou XVIe siècle depuis 1975 (non retrouvée en 2002).

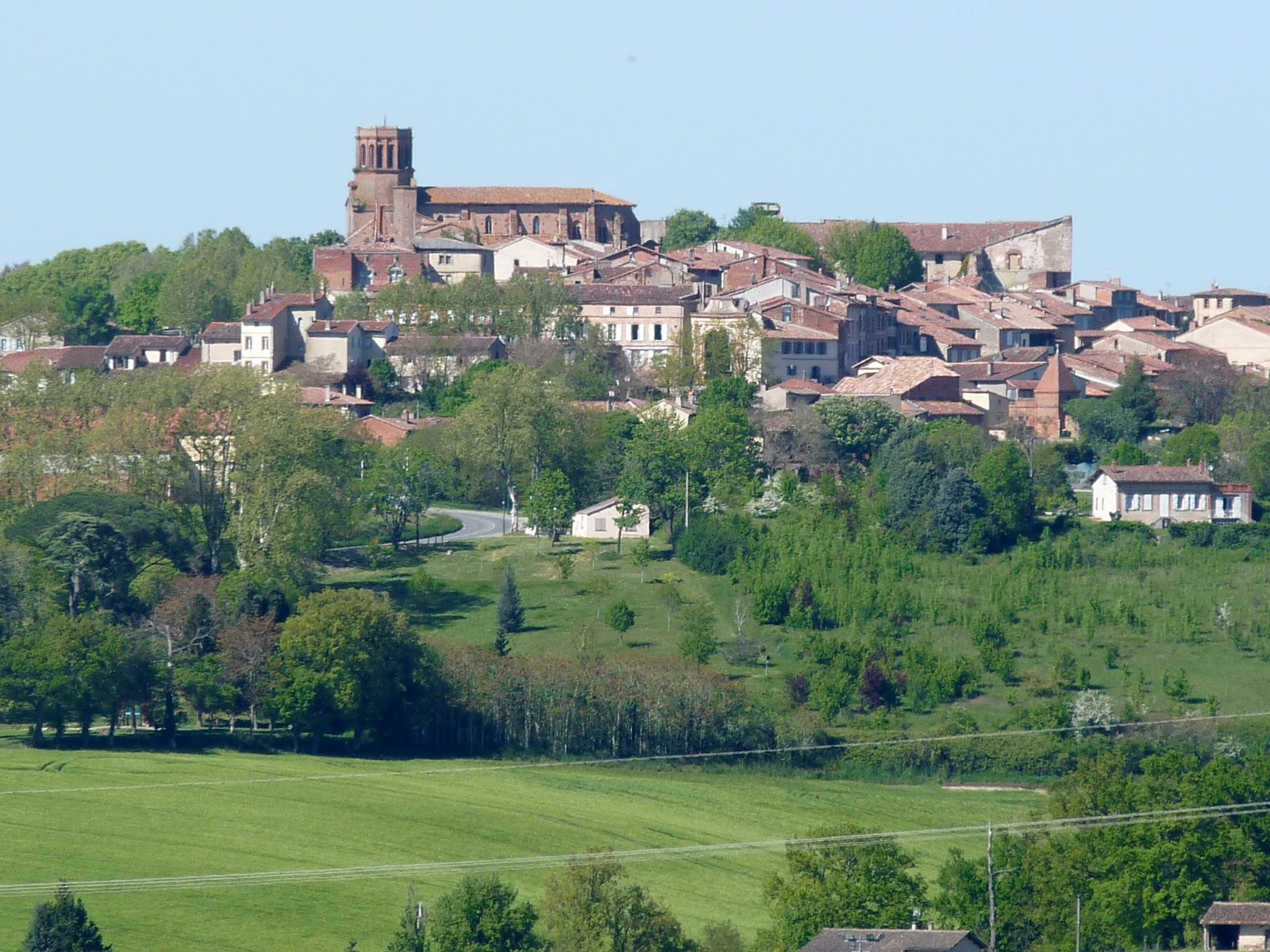
Vue de Saint-Pierre.
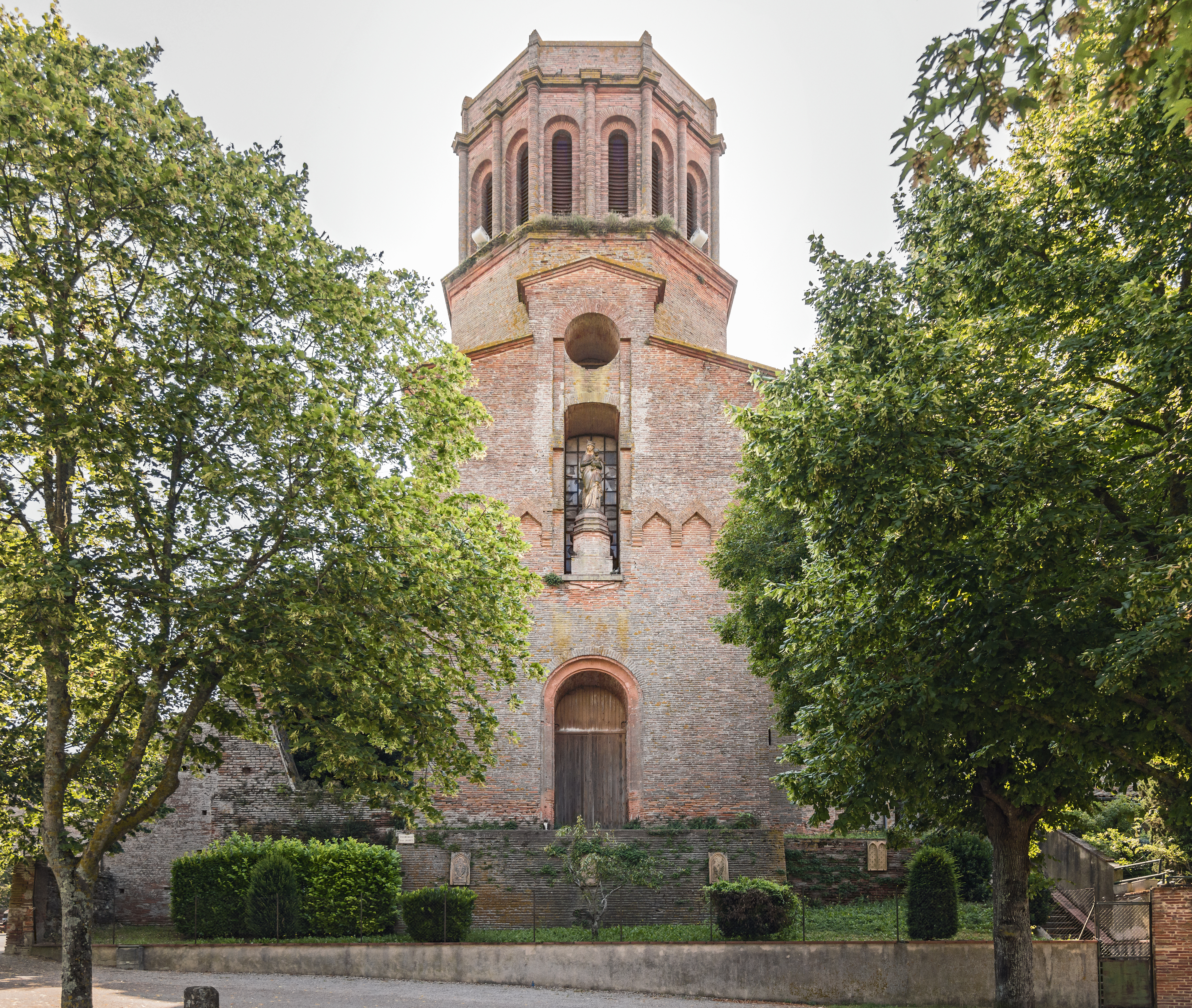
La façade promenade Jean Jaurès
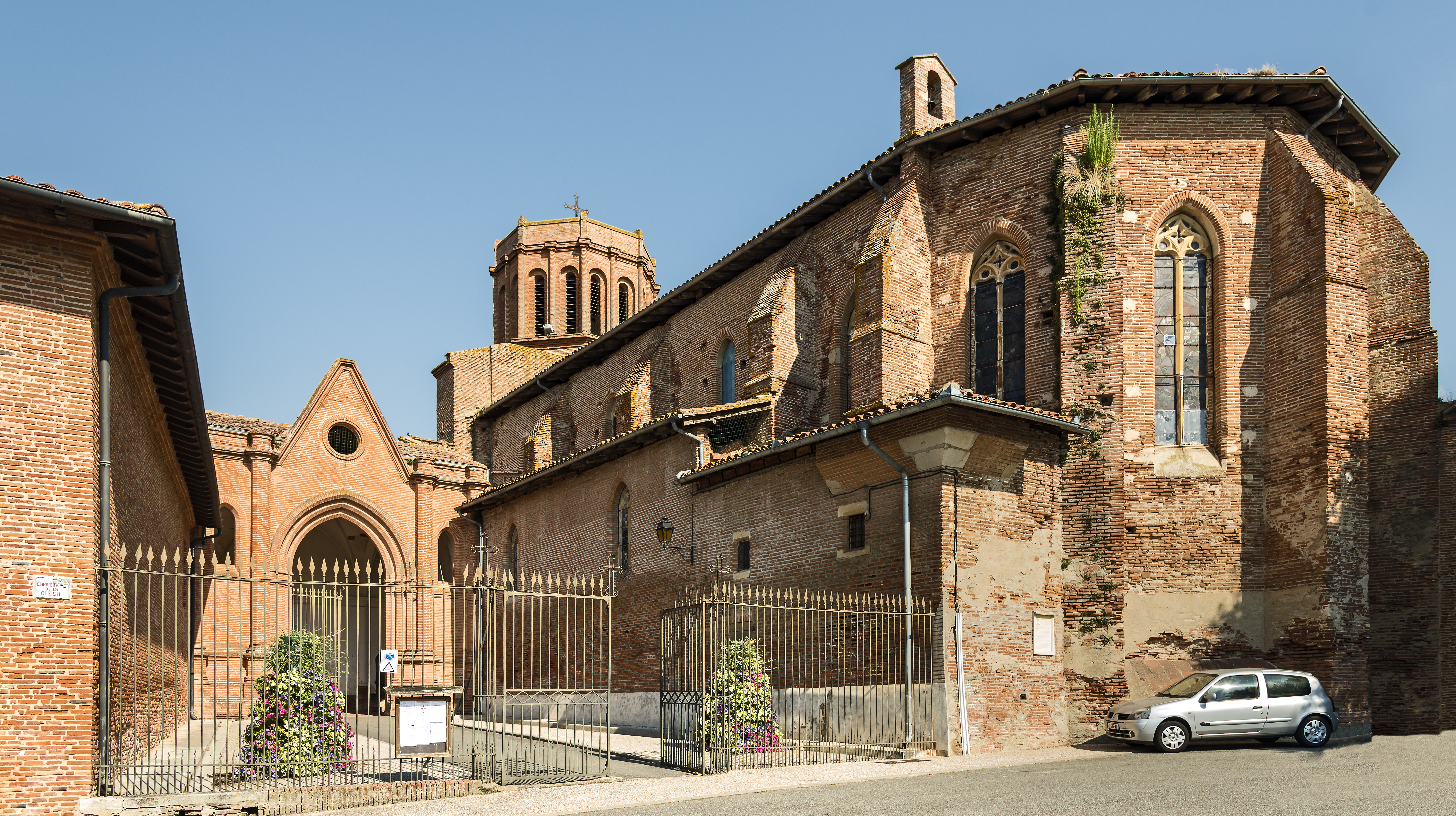
Vue de la place de la Victoire
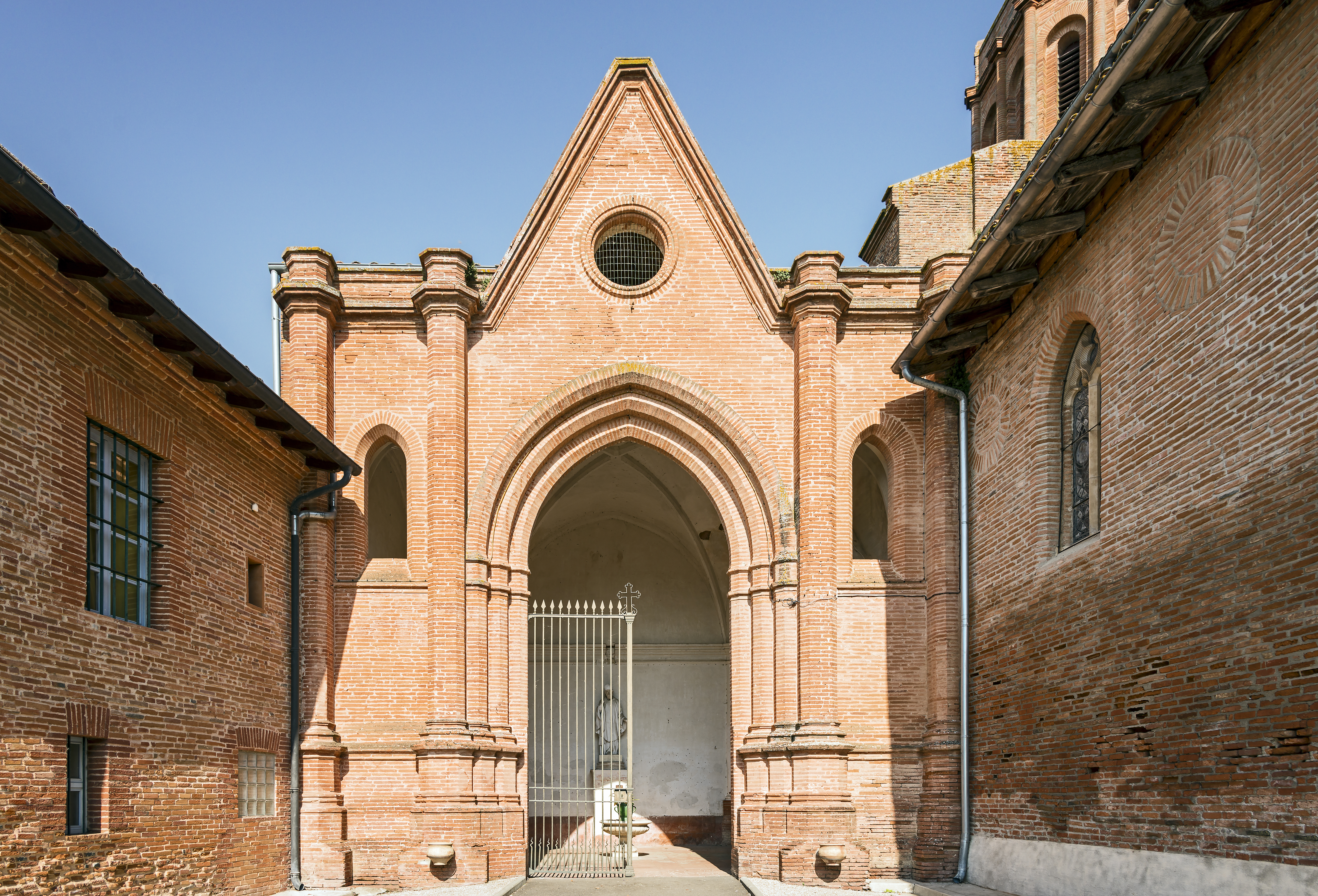
Le portique d'entrée
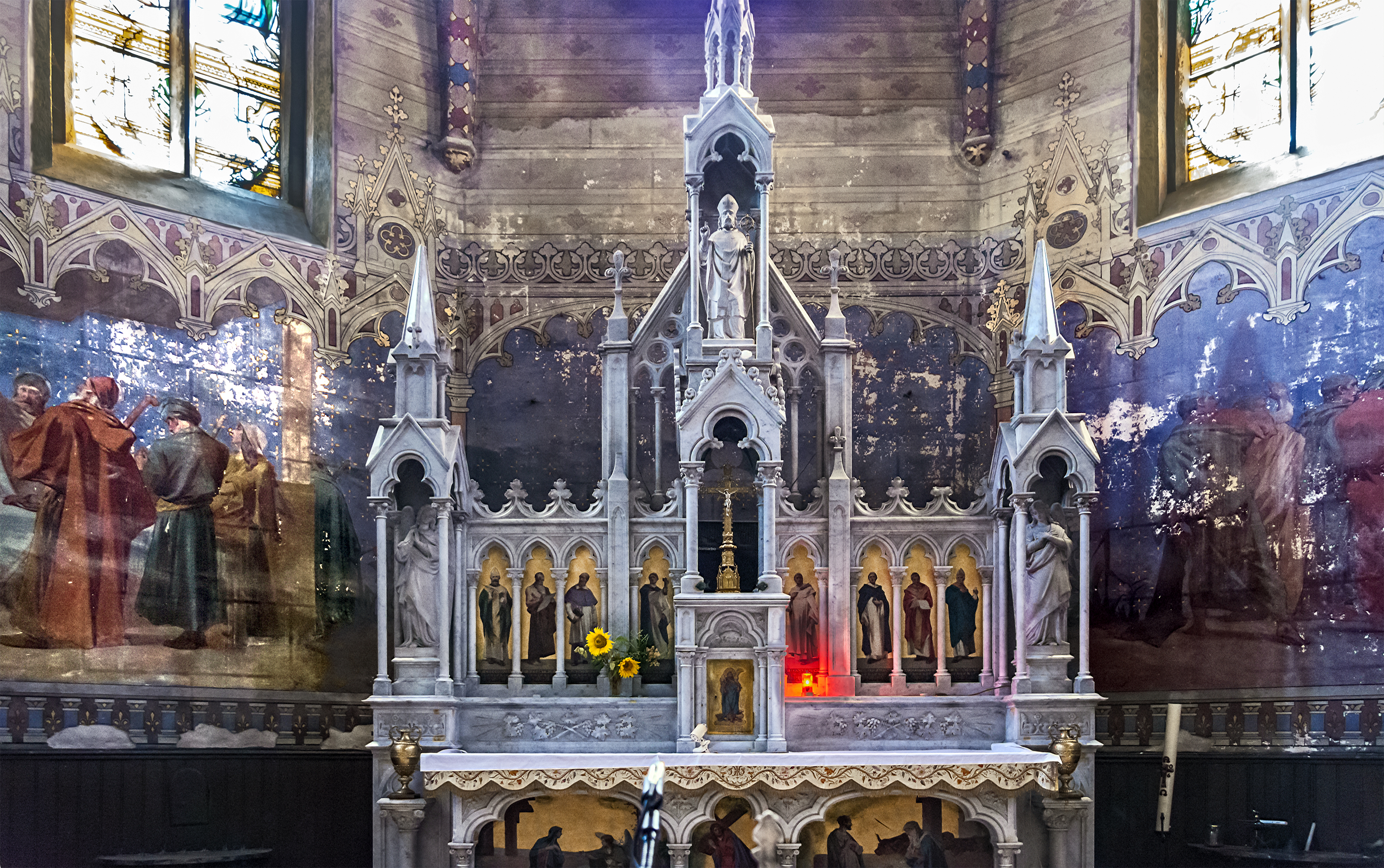
Le maître-autel
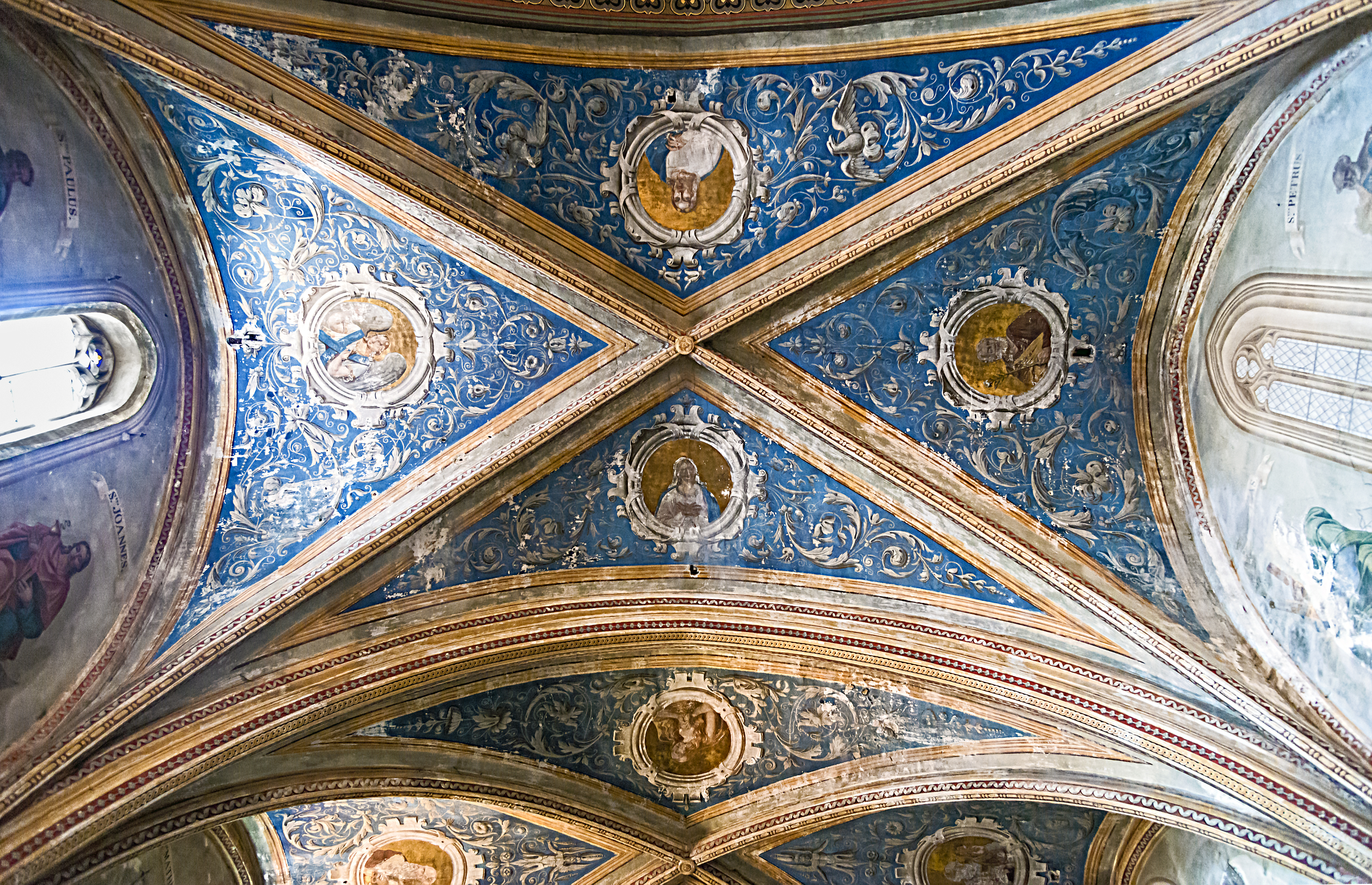
Le plafond

#### La Croix Digne
« La Croix Digne » était un reliquaire en forme de croix processionnelle, commandé en 1467 par les consuls de l'époque à Pierre de Clusel, orfèvre toulousain, qui abritait une parcelle de la vraie Croix peut-être rapportée par un chevalier de la région ayant pris part aux Croisades.
Ce chef-d'œuvre n'a pas échappé aux fureurs de la Révolution et aux besoins de métaux précieux et la Croix Digne a donc disparu mais un fac-similé de l'ancienne croix fut réalisé en 1820.
Il était attribué à cette croix une vertu protectrice favorable aux personnes, éloignant les calamités et les chassant, surtout les menaces de la foudre et les dévastations de la grêle. Par suite et jusqu'à une période encore proche, en cas d'orage menaçant, le curé sortait cette Croix sur le seuil de l'église.

#### Les maisons à corondage

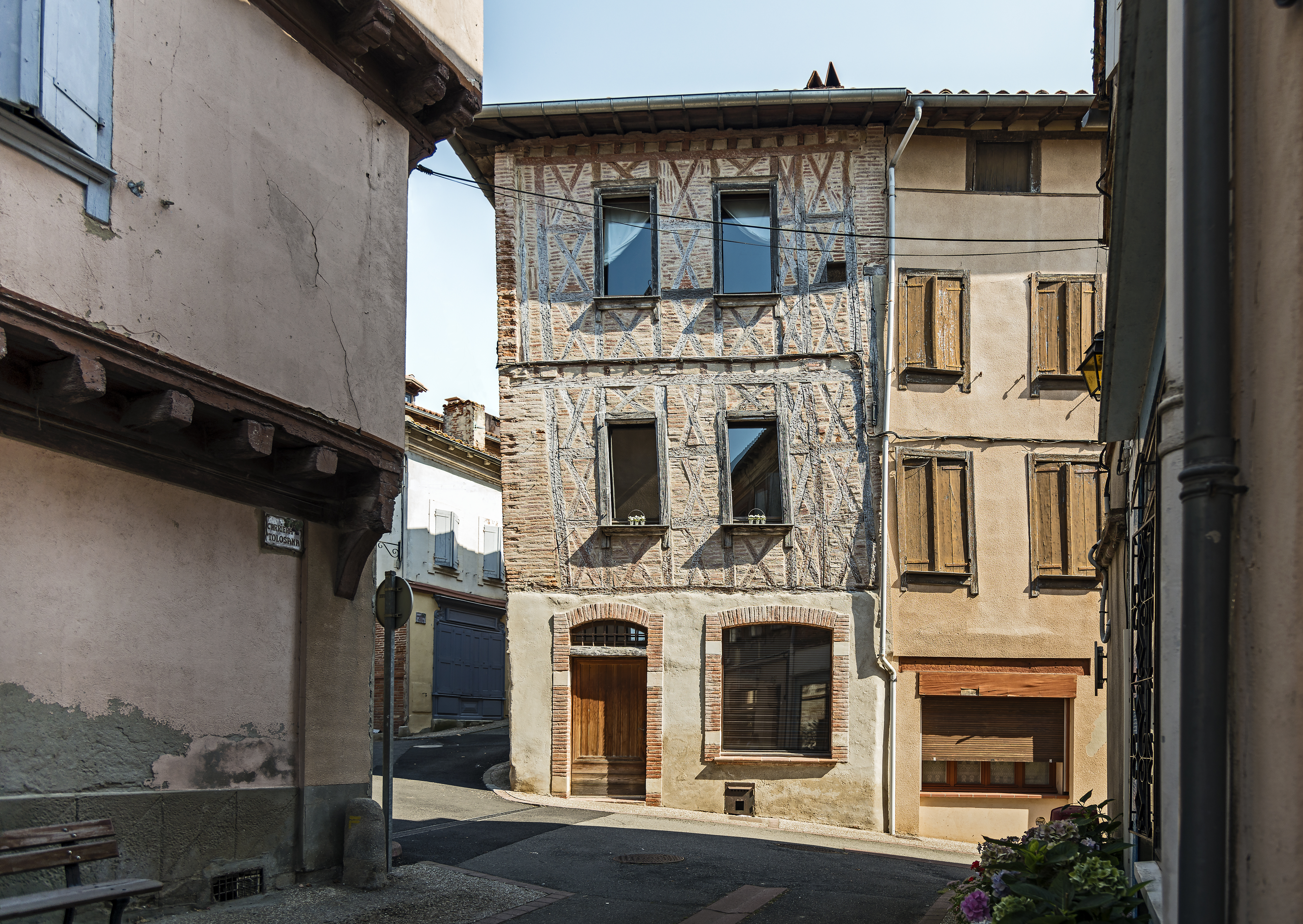
Maison du XVI dite "Maison du Lieutenant de juge"

Le centre historique a gardé plusieurs maisons du XVIe siècle, typiques de architecture de cette époque avec le bois apparent dite à corondage (nom donné dans la région toulousaine au colombage du XVIe siècle), notamment celle du "Lieutenant de juge".

#### L’église Saint-Sernin-des-Rais et son enclos
À deux kilomètres de Verfeil, en direction de Lavaur, se trouve le cimetière des Petites Filles modèles immortalisées par la comtesse de Ségur, et de leur famille, les Malaret.
Les tombes des Malaret sont dans un enclos à part, entouré d'une grille et dominé par une croix. De gauche à droite :
Madeleine de Malaret (petite-fille de la comtesse de Ségur)
Louis Napoléon de Malaret (frère de Madeleine) et Paul de Malaret (neveu de Camille et Madeleine)
Camille de Malaret (petite-fille de la comtesse de Ségur) et son fils Paul Belot
Le Baron Paul de Malaret et son épouse Nathalie (fille de la comtesse de Ségur).
En face se trouve l'église de Saint-Sernin-des-Rais au clocher-mur de style toulousain. C'était une annexe de l'église Saint-Blaise de Verfeil. Elle comporte six chapelles et son clocher avait cinq cloches. Elle daterait de l'an 1604. Elle abritait certains objets comme une croix en argent, un reliquaire façon argent. L'ensemble a été inscrit aux monuments Historiques en 1986.

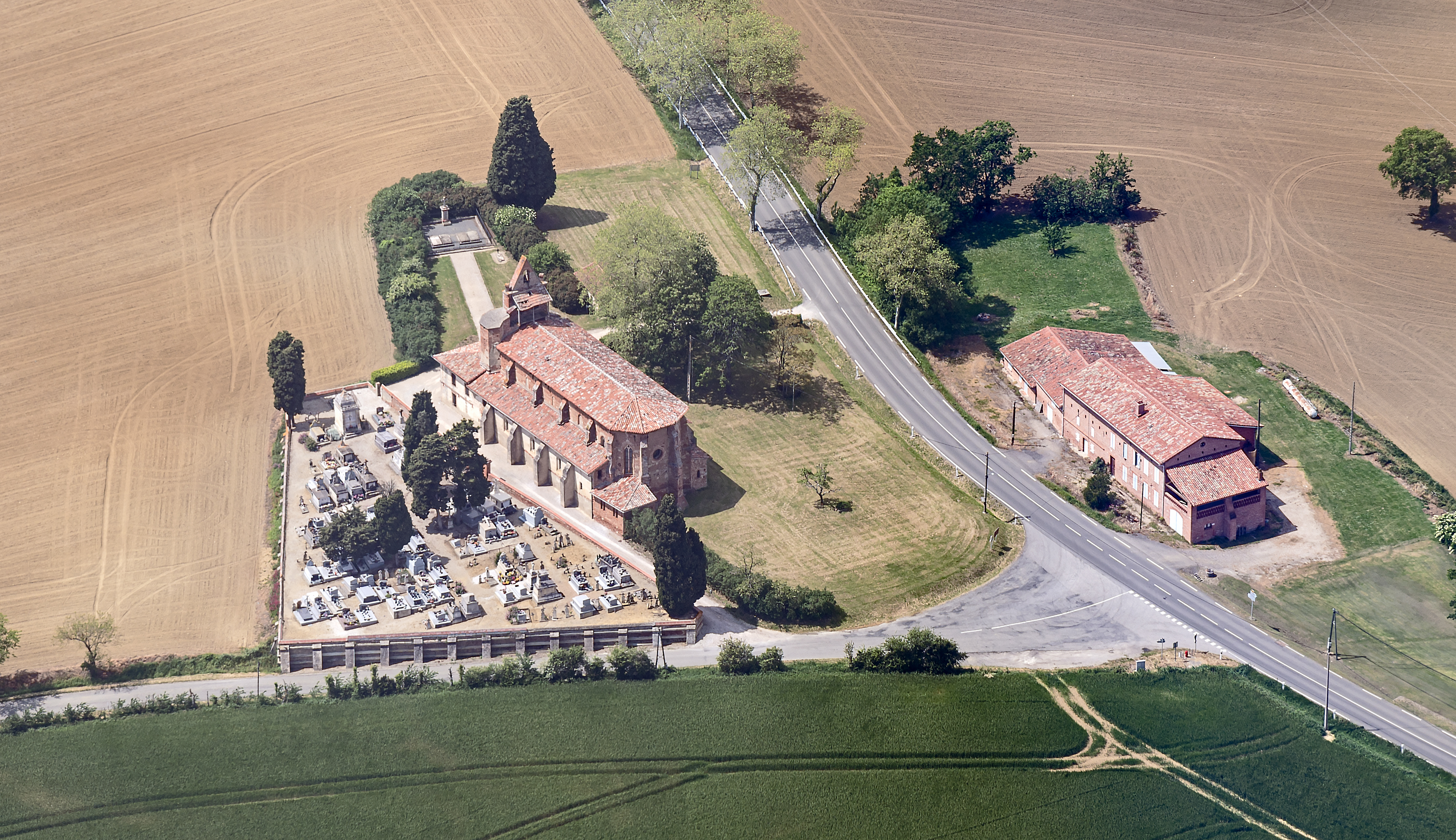
Vue aérienne de Saint-Sernin-des-Rais
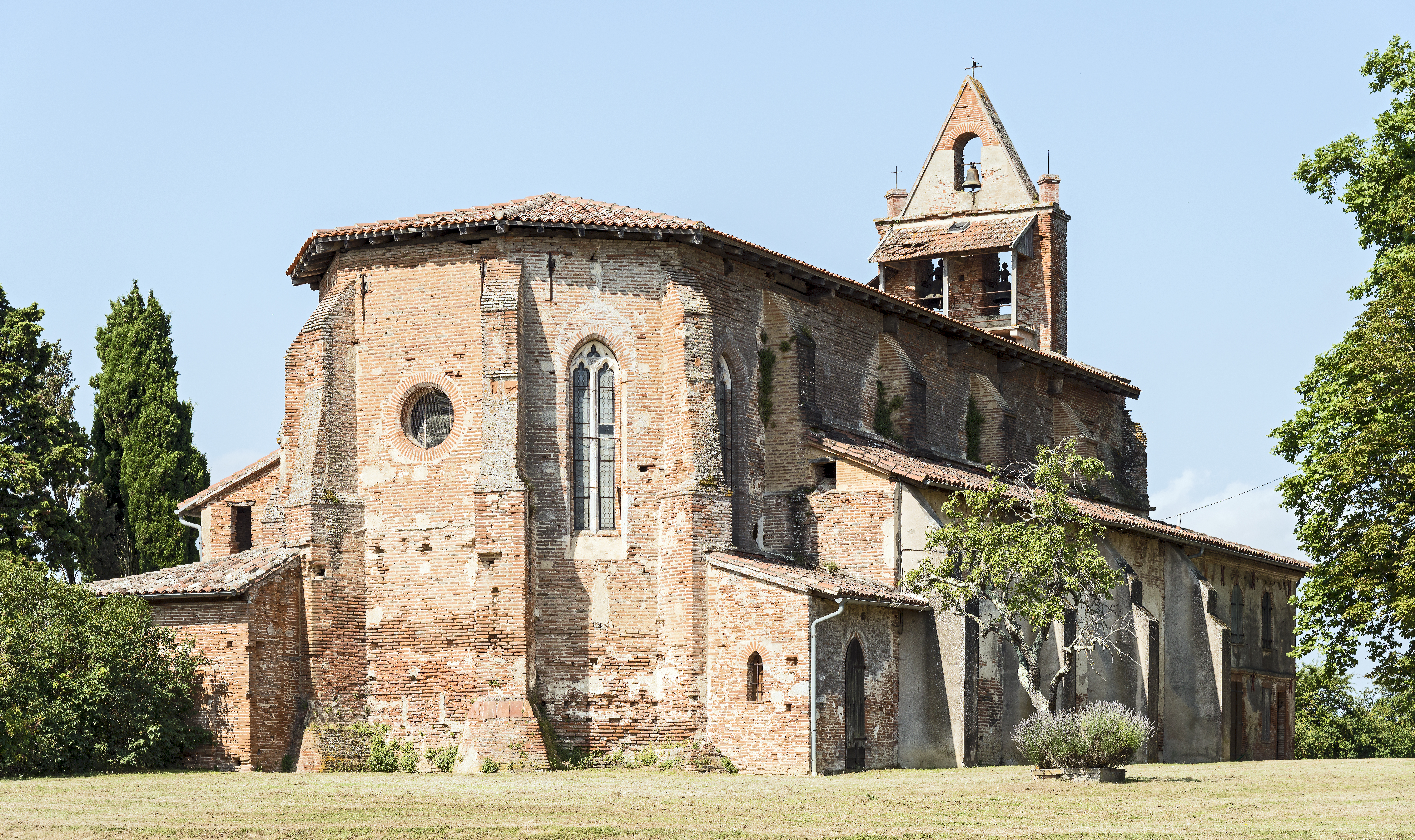
Saint-Sernin-des-Rais
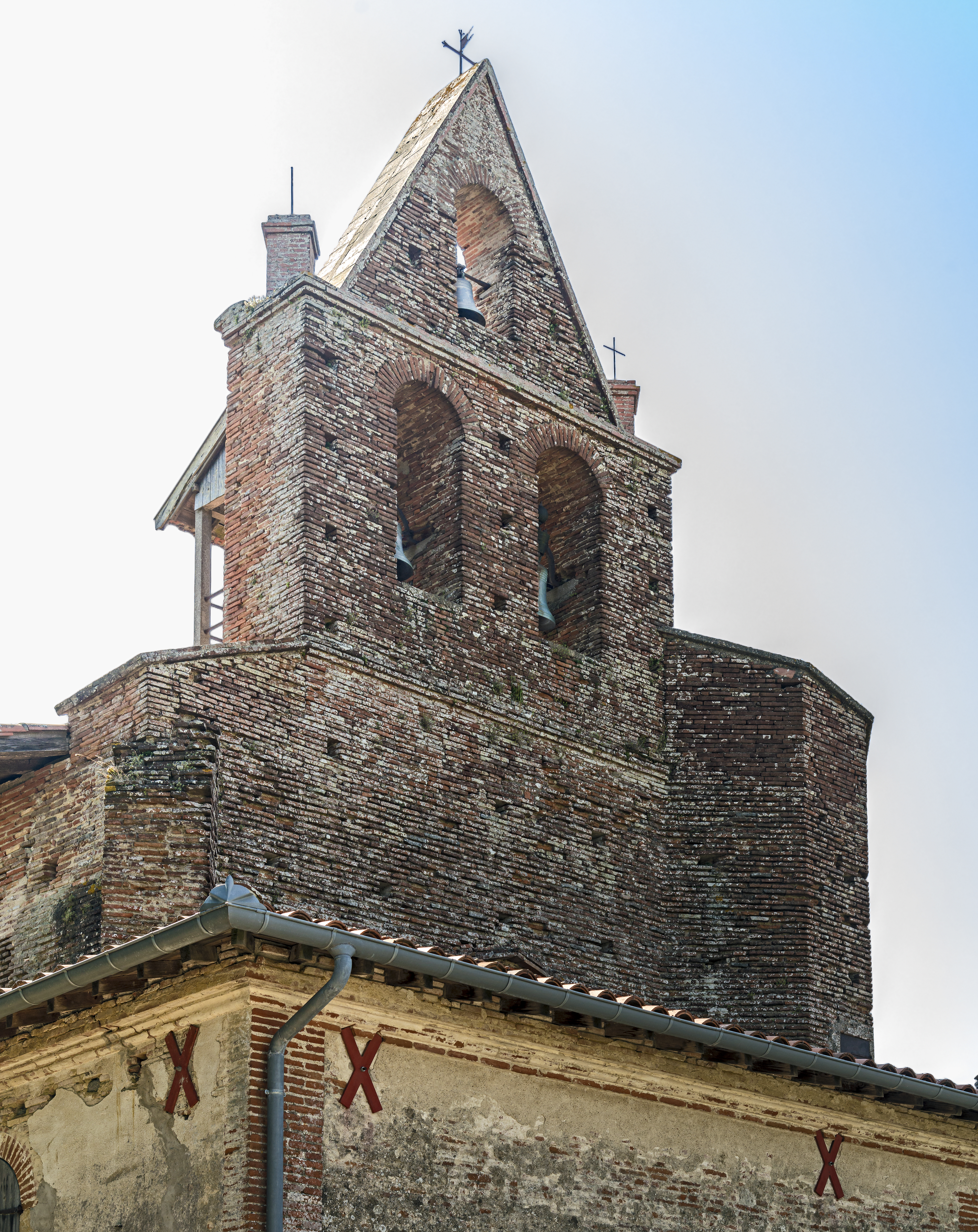
Le clocher-mur
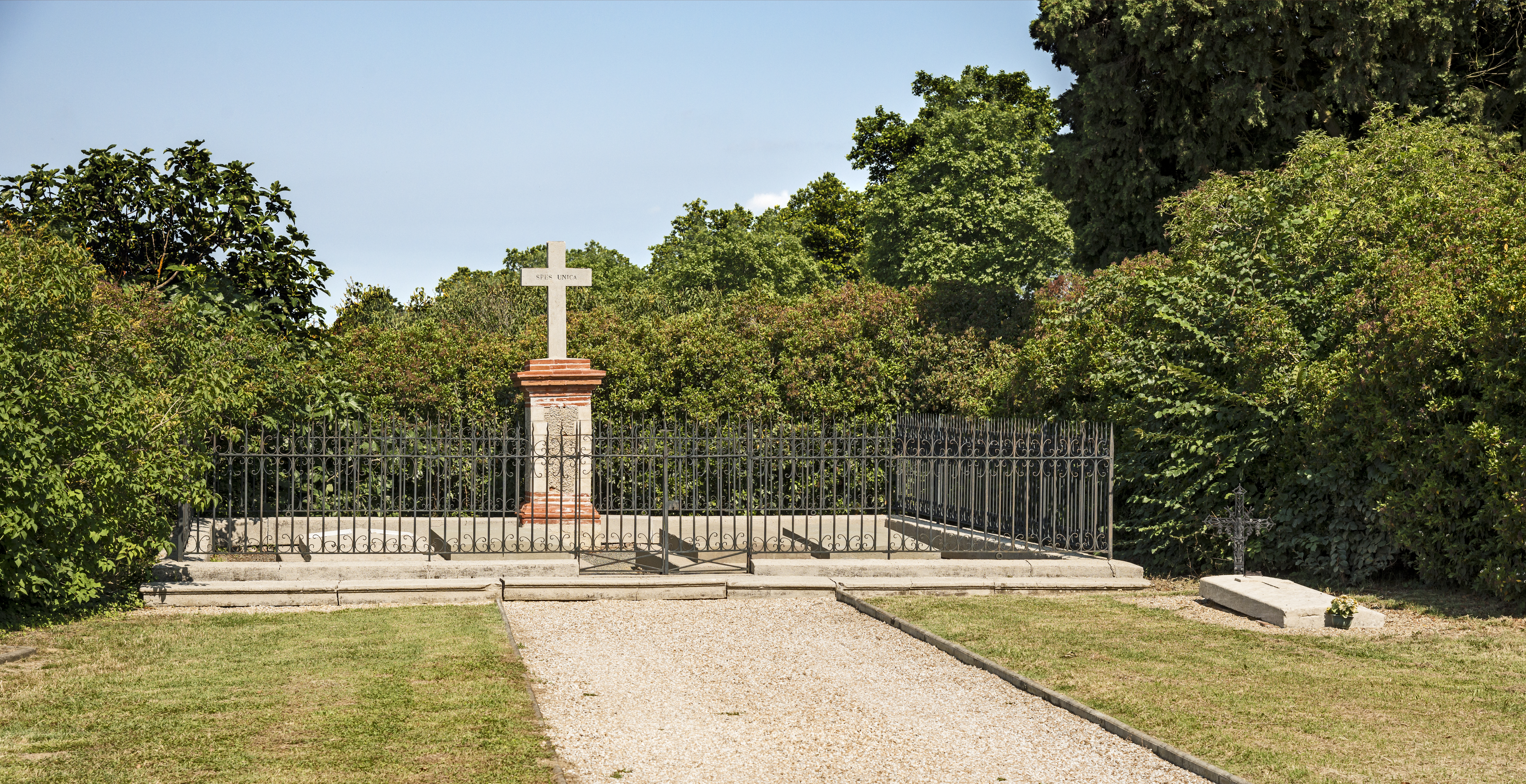
Tombes des Petites Filles modèles

#### Lemoulin de Nagasse

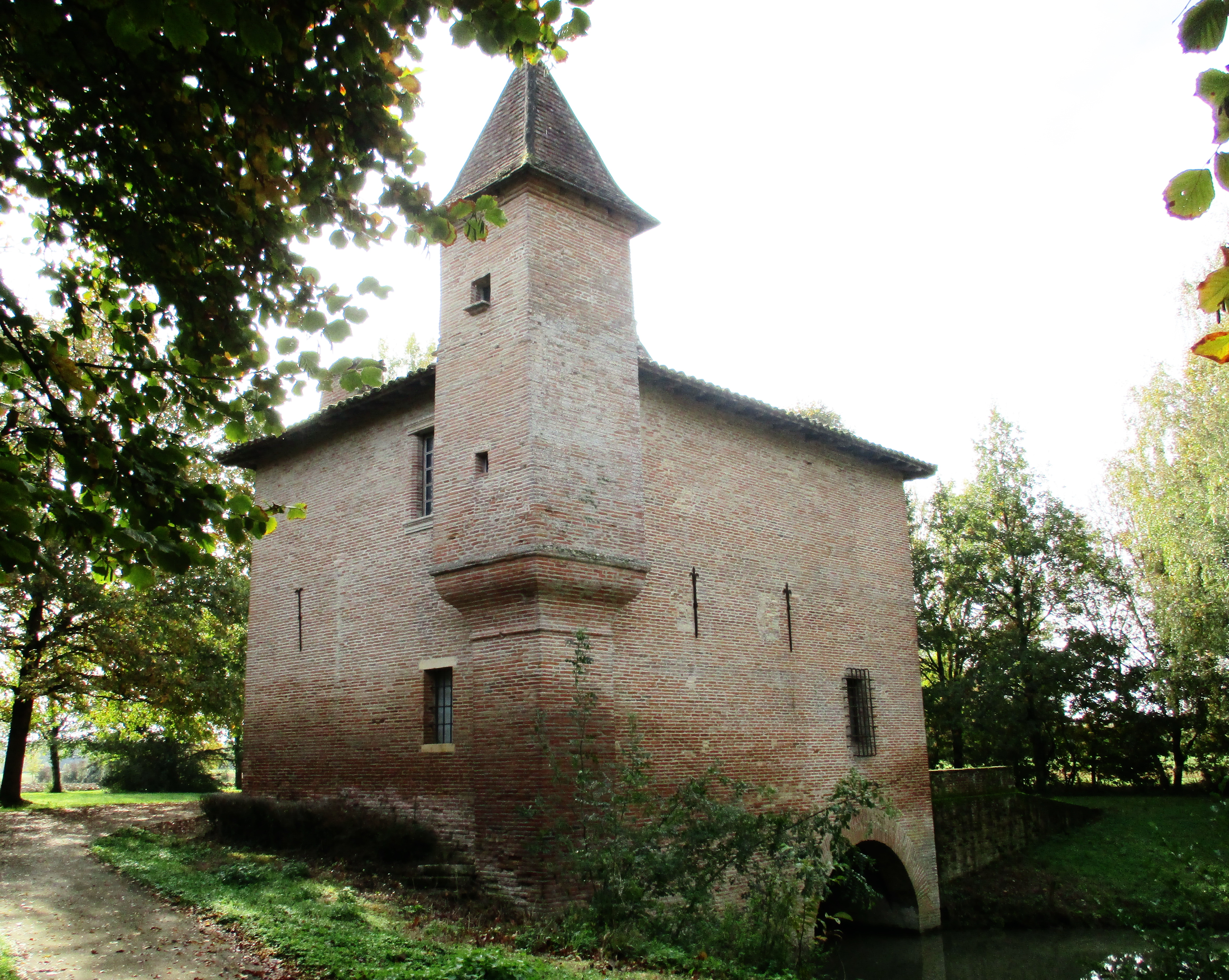
La tour nord
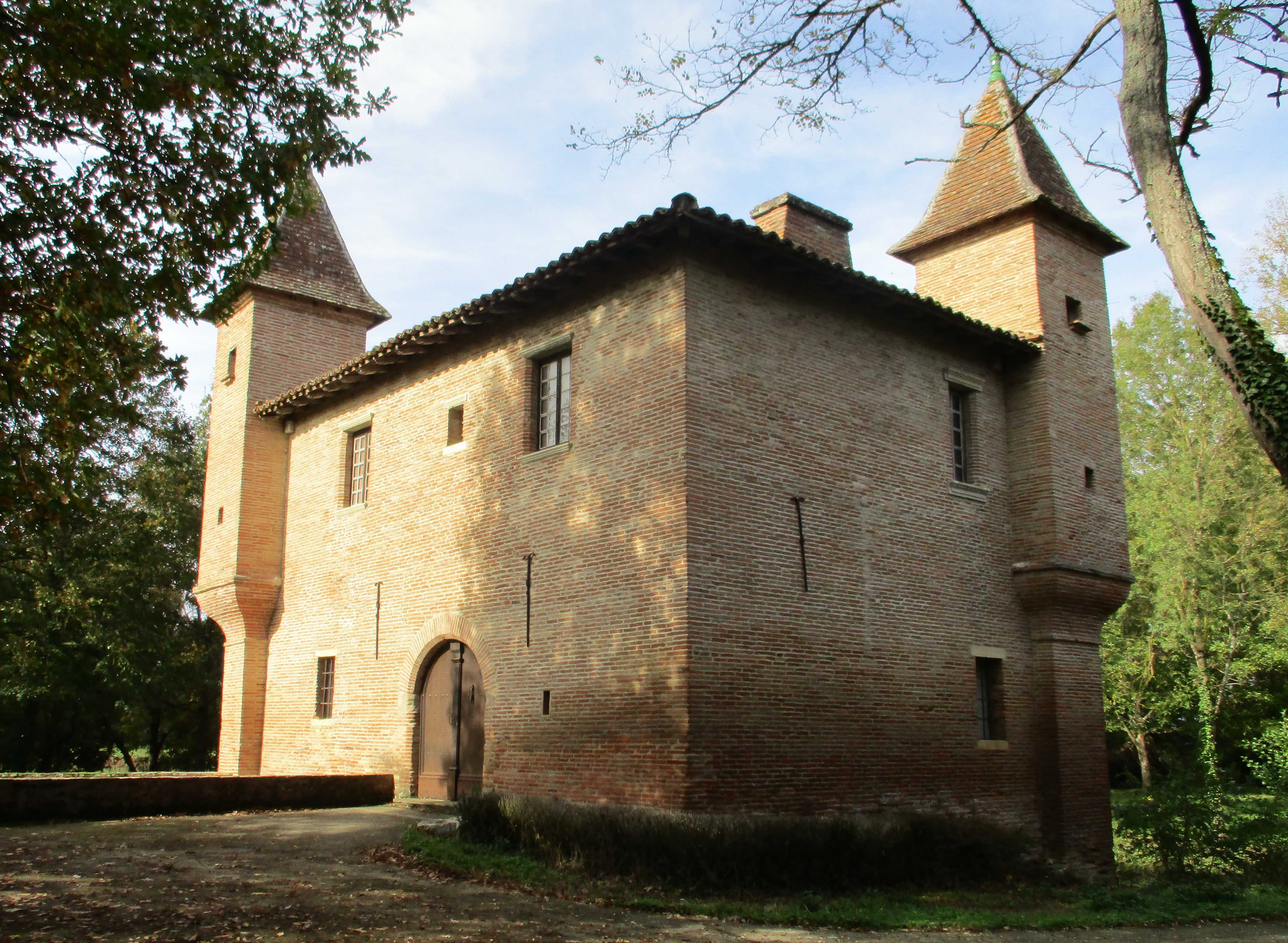
Façades nord-est et sud-est
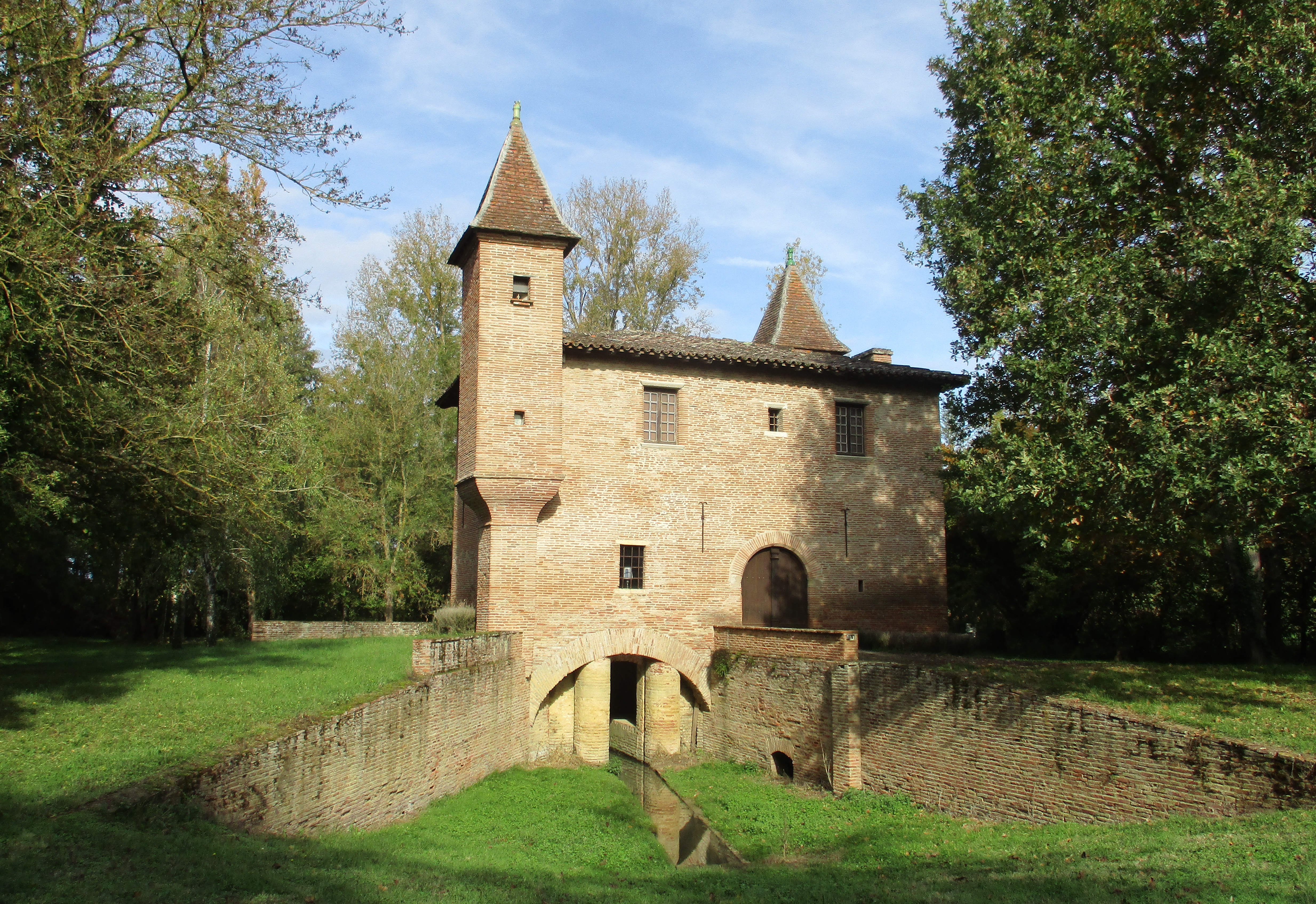
L'arrivée d'eau sur le côté sud-est

## Vie pratique

### Enseignement
Verfeil dispose de deux écoles et d'un collège. Une école publique allant de la maternelle au CM2, et une autre privée l'école Sainte-Thérèse allant aussi de la maternelle au CM2. Il y a aussi un collège, le collège Jean-Gay (résistant français). Après la 3e, les élèves se dirigent sur Toulouse (lycée Saint-Sernin, Raymond-Naves ou Ozenne) Lavaur, ou Gragnague (Lycée Simone de Beauvoir)

### Culture
- L'école de danse Fever Dance enseigne les disciplines rock, salsa, country, zumba, Modern' Line Dance, tango argentin, hip-hop, danses de salon.
- L'Association Parta'Jeu[58] promeut le jeu et les activités de loisirs comme médiateurs culturels, sociaux et éducatifs, Le Jeu pour Tous : soirées jeux adultes et familles, animations ludiques, prêts.. Elle gère et anime une ludothèque associative en partenariat avec la municipalité de Verfeil et la CAF 31 : La Ludothèque est ouverte au public depuis Octobre 2019 au 1A, Avenue des Ecoles.

#### Les événements
- La bourse toutes collections en mars
- Le Festival des musiques de l'âme en avril
- Le Salon du Livre et de la BD en mai
- Concert « 31 Notes d'été » généralement en juillet
- La Foire à Tout en septembre
- Le trail du cassoulet en octobre
- Les fêtes médiévales du Figuier, généralement en octobre
- Les théâtrales de Verfeil en novembre
- Le Marché de l'Avent, dernier dimanche de novembre

### Activités sportives
- Verfeil compte de nombreux clubs de sports : judo, basket-ball, tennis, voile vélo... Et possède une piscine municipale.
- EFCV club de football unifiant les clubs de Verfeil, Castelmaurou et de Gragnague[59].
- Club de rugby à XV Union sportive verfeilloise évoluant dans le Championnat honneur Midi-Pyrénées saison 2020-2021[60].
- Le club de tennis participe à de nombreuses compétitions durant l'année, et organise un tournoi tennis open (adulte et enfant (magic circuit)) la dernière semaine d'août durant 15 jours.
- Badminton "Les Figuiers Volants"[61].
- Le club de voile (club de voile du Laragou) sur le lac du Laragou est un des plus importants de la région.
- Depuis 2005, Verfeil posséde un city-stade, offrant la possibilité de jouer au football/futsal, basket-ball et au handball/mini-hand.

### Écologie et recyclage
Verfeil possède de nombreux composts et organise occasionallement des ateliers compostage.

## Personnalités liées à la commune
- Bernard de Clairvaux
- La comtesse de Ségur via Les Petites Filles modèles
- Jean Pillore (1724-1803), chirurgien
- Pierre Montané de la Roque (1921-1981), professeur de droit français, mort à Verfeil.

## Pour approfondir